# إنسبروك
إنسبروك (بالألمانية: Innsbruck) هي مدينة نمساوية وعاصمة ولاية تيرول الواقعة بغربيّ البلاد. تقع المدينة في وادي نهر إن، ومنه اشتق اسمها لتكون «جسر الإن» وهو المعنى الحرفي لكلمتي «إن» (بالألمانية: Inn) و«بروك» (بالألمانية: Brücke) باللغة الألمانية، تقع في نفس المنطقة التي تصل الوادي بواد آخر هو الفيبّ (بالألمانية: Wipptal) على ضفاف نهر السيلّ، مما يصلها بطريق برونّر السريع، أو جسر أوروبا، الذي يبعد عنها حوالي 30 كيلومتر.
تبلغ مساحة إنسبروك 104 كم² ويبلغ عدد سكانها 118,630 نسمة، وهي بالتالي خامس أكبر مدن النمسا من ناحية تعداد السكان. يُضاف إلى سكانها حوالي 30,000 طالب يطلبون العلم في إحدى جامعاتها الأربع.
للمدينة تاريخ قديم جداً، حيث تُظهر الحفريات أن هذه المنطقة كانت مأهولة منذ العصر الحجري الحديث على الأقل. كما أن بعض الأسماء ذات الأصول اللاتينية القديمة التي تعود لما قبل فترة حكم الرومان تبيّن أن البشر استمروا بسكن المنطقة على مدى 3000 سنة.
وفي التاريخ الحديث حصلت المدينة على أهمية أوروبية بعد أن استقر فيها الإمبراطور ماكسيمليان الأول خلال عقد التسعينات من القرن الخامس عشر، وخلال الحروب النابليونية ضمت ولاية تيرول إلى بافاريا، فبرز قائد يُدعى «أندرياس هوفر» قام بمقاومة الفرنسيين والبافاريين، وجعل من المدينة مركزا لإدارته. تعرّضت المدينة للدمار والخراب بسبب القصف الجوي المستمر خلال الحرب العالمية الثانية.
تُعرف المدينة في مختلف أنحاء العالم على أنها مركز للرياضة الشتوية، وقد استضافت الألعاب الأولمبية الشتوية لعاميّ 1964 و1976، كما وستستضيف الألعاب الأولمبية الشتوية الأولى للشباب في عام 2012. ومن أبرز معالم المدينة التي تربطها بالألعاب الشتوية وتميزها، منصة القفز على الثلج الجديدة الواقعة على جبل إيزل والتي قامت بتصميمها المهندسة العراقية البريطانية زها حديد.
ومن الظواهر المميزة للمدينة هبوب الرياح المعروفة باسم «رياح الفون»، والتي تصل إلى ذروتها في فصل الخريف وتتسبب في وجود جدار من الغيوم على جانب الجبل الممطر وتسبب بعضا من الإزعاج للسكان. بسبب كثرة الأمطار والثلوج التي ترافقها وتهطل على المدينة، وتسببها بالصداع والضعف للكثيرين.

## الموقع الجغرافي
تقع إنسبروك في غرب النمسا، على ضفاف نهر الإنْ، في وسط جبلي يعتبر جزءاً من جبال الألب، فيحيطها من الشمال «السلسلة الشمالية» لجبال الكارفندل (2,334 متر)، والتي تشكل جداراً جبلياً شمال المدينة، وإلى الجنوب منها يقع «جبل باتشاكوفل» (2,246 متر) وسرلس (2,718 متر)، وكل من هذه الحدود تشكل حدوداً طبيعية لامتداد المدينة. أما امتداد المدينة فهو من الشرق إلى الغرب على امتداد وادي الإنْ، لذا اتخذت المدينة امتدادا طبيعياً طولياً.

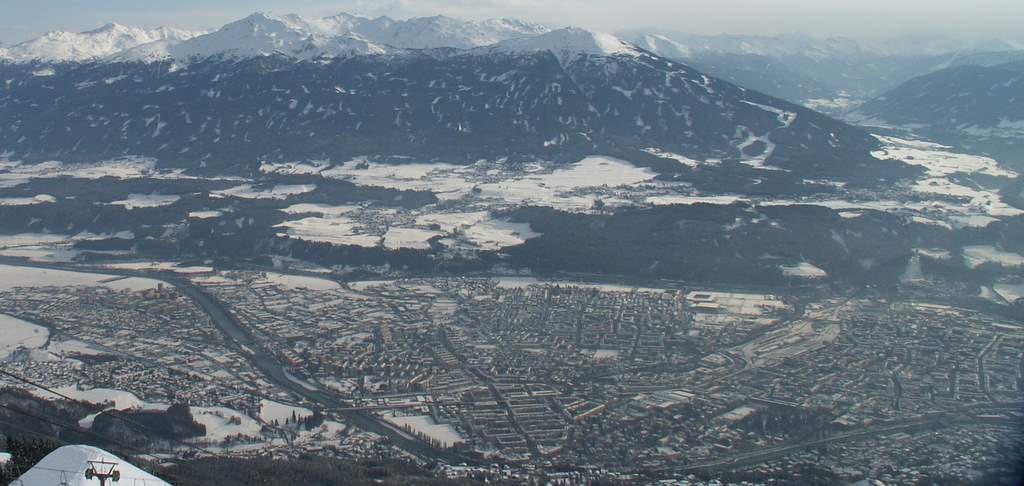
منظر لإنسبروك من مرتفع وتظهر المدينة في وادي "الإن".

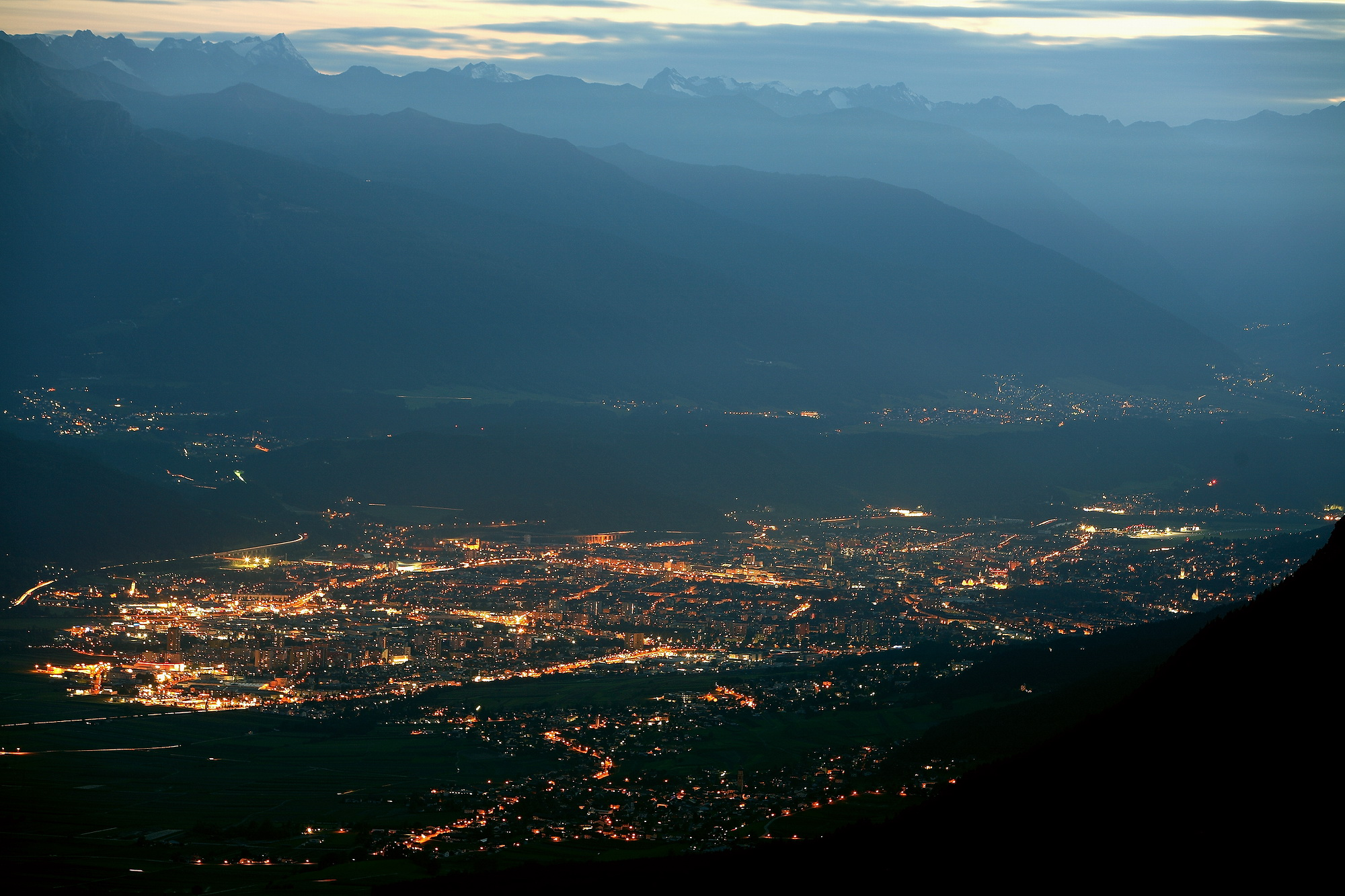
منظر لإنسبروك ليلاً.

### أهمية الموقع الجغرافي
تقع إنسبروك في وادٍ تحوطه جبال الألب الشاهقة، ولا يُتوصل إلى هذا الوادي إلا من أحد مداخله الرئيسية الأربعة: «ليينس» شرقاً و«رويته» شمال غرب و«كوفشتاين» شمال شرق و«برِنَر» إلى الجنوب. وأهم هذه المنافذ منفذ «برِنَر» المنفذ إلى إيطاليا، و«كوفشتاين» المنفذ إلى ألمانيا، وذلك لأهميتهما التاريخية منذ عصر الرومان، ولأهميتهما اليوم في التجارة كمحور لنقل البضائع من الجنوب للشمال وبالعكس.
لعب هذا الموقع المتوسط دوراً هاماً في تاريخ نشأة المدينية وفي الصراعات التي جرت حولها، أما اليوم فتستفيد إنسبروك من موقعها على طريق نقل البضائع كحلقة وصل بين ألمانيا وإيطاليا، كما أنها تستفيد من هذا الموقع وسط جبال الألب في السياحة الشتوية نظراً لقرب المدينة من الكثير من منتجعات تزلج على المنحدرات الثلجية وقدوم السياح المحبين لهذه الرياضة.

## المناخ
يسود المنطقة مناخ المناطق الألبية الذي يميل إلى البرودة، وتمر المنطقة بفصول السنة الأربعة حيث تمتاز الفصول بالمميزات التالية:
- الشتاء: شتاء إنسبروك بارد، وتهطل الثلوج عدة مرات في المدينة، بينما تغطي الثلوج الجبال المحيطة بها كامل فصل الشتاء، وتهبط درجات الحرارة إلى ما دون درجة التجمد لأكثر من شهر، حيث يُمكن أن تصل إلى -12°مئوية. إلا أن رياح الفون إذا ما هبت يمكن أن ترفع درجات الحرارة شتاءً لتصل إلى 18°مئوية. أما نسبة الرطوبة فهي بشكل عام منخفضة وفي حالة عدم الإمطار يكون الجو جافاً بارداً.
- الربيع: هو فصل قصير، يمتاز بارتفاع درجات الحرارة نهاراً لتصل فوق 15°مئوية، ولكن تبقى الليالي باردة، وقد تهبط فيها درجات الحرارة لدرجة التجمد. ويكثر فيها حبوب اللقاح مما يجعله موسم حساسية.
- الصيف: الجو متقلب بشكل كبير، حيث تصل درجات الحرارة في الصيف إلى 34°مئوية، ويمكن أن يبرد الطقس لتصل درجة الحرارة إلى 18°مئوية. ويمتاز هذا الفصل بالعواصف الرعدية الخاطفة، والتي عادةً ما تكون في الأيام الحارة، حيث تهطل أكبر كمية من الأمطار في السنة خلال فترة العواصف الرعدية، ويكون هطول الأمطار غزيراً حيث تتفرغ الغيوم بوقت قصير نسبياً، كثيراً ما يرافق العواصف الرعدية هطول البرد، ويمكن أن يصل حجم حبة البَرَد حجم حبة المشمش، أما نسبة الرطوبة في الأيام الحارة فهي عالية. تبدل الطقس في النهار أمر طبيعي في الصيف، حيث يُمكن أن تصل درجات الحرارة لأعلى من ثلاثين درجة، تليها بعد الظهر عواصف رعدية يُرافقها هبوط مفاجئ للحرارة بما يقارب العشر درجات مئوية.
- الخريف: يمتاز الخريف بتوقف العواصف الرعدية، واعتدال درجات الحرارة، ويمتاز أيضا بكثرة الأيام التي تهب فيها رياح الفون، مما يجعل الجو جافاً ودافئاً. وتكون الجبال في هذا الفصل غالباً خاليةً من الثلوج، ونسبة الأمطار أقل منها في الصيف.

| البيانات المناخية لـإنسبروك  | البيانات المناخية لـإنسبروك | البيانات المناخية لـإنسبروك | البيانات المناخية لـإنسبروك | البيانات المناخية لـإنسبروك | البيانات المناخية لـإنسبروك | البيانات المناخية لـإنسبروك | البيانات المناخية لـإنسبروك | البيانات المناخية لـإنسبروك | البيانات المناخية لـإنسبروك | البيانات المناخية لـإنسبروك | البيانات المناخية لـإنسبروك | البيانات المناخية لـإنسبروك | البيانات المناخية لـإنسبروك |
| الشهر                        | يناير                       | فبراير                      | مارس                        | أبريل                       | مايو                        | يونيو                       | يوليو                       | أغسطس                       | سبتمبر                      | أكتوبر                      | نوفمبر                      | ديسمبر                      | المعدل السنوي               |
| ---------------------------- | --------------------------- | --------------------------- | --------------------------- | --------------------------- | --------------------------- | --------------------------- | --------------------------- | --------------------------- | --------------------------- | --------------------------- | --------------------------- | --------------------------- | --------------------------- |
| متوسط درجة الحرارة الكبرى °ف | 34                          | 39                          | 52                          | 61                          | 70                          | 75                          | 79                          | 75                          | 70                          | 57                          | 46                          | 36                          | 58                          |
| متوسط درجة الحرارة الصغرى °ف | 19                          | 25                          | 30                          | 39                          | 46                          | 52                          | 55                          | 54                          | 48                          | 39                          | 32                          | 25                          | 39                          |
| الهطول إنش                   | 2.04                        | 1.67                        | 1.89                        | 2.40                        | 3.22                        | 4.37                        | 5.19                        | 4.74                        | 3.13                        | 2.42                        | 2.35                        | 2.06                        | 35.48                       |
| متوسط درجة الحرارة الكبرى °م | 1                           | 4                           | 11                          | 16                          | 21                          | 24                          | 26                          | 24                          | 21                          | 14                          | 8                           | 2                           | 14                          |
| متوسط درجة الحرارة الصغرى °م | −7                          | −4                          | −1                          | 4                           | 8                           | 11                          | 13                          | 12                          | 9                           | 4                           | 0                           | −4                          | 4                           |
| الهطول مم                    | 51.9                        | 42.4                        | 48.1                        | 60.9                        | 81.8                        | 111.0                       | 131.7                       | 120.4                       | 79.5                        | 61.5                        | 59.6                        | 52.2                        | 901                         |
| المصدر:                      |                             |                             |                             |                             |                             |                             |                             |                             |                             |                             |                             |                             |                             |

### رياح الفون

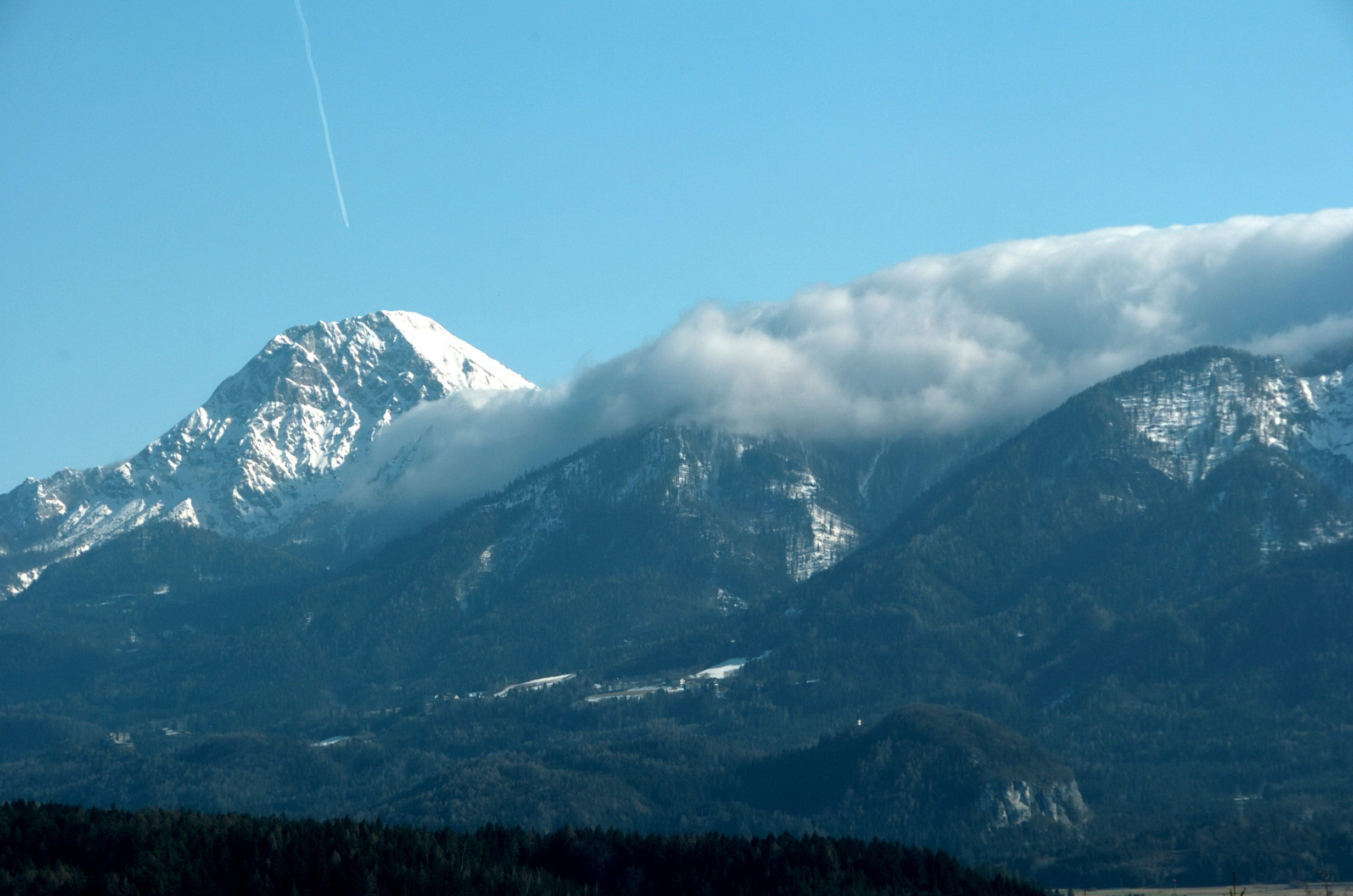
صورة الجدار الغيمي على جانب الجبل الممطر، ويُلاحظ انتهاء الغيوم المفاجئ ووقوفها عند القمة دون أن تتجاوزها، فتظهر على شكل جدار للغيوم.

رياح الفون ظاهرة جوية مميزة للمناطق الألبية بشكل خاص، والأحزمة الجبلية الشاهقة في كثير من بلاد العالم بشكل عام.
تهب رياح الفون على إنسبروك على مدار السنة، ولكنها تصل إلى ذروتها في فصل الخريف.
ومما يميز الحالة الجوية هذه وجود «جدار» الغيوم الذي يظهر فوق الجانب الممطر من الجبل، بينما يكون الجانب الآخر خالياً تماماً من الغيوم. وترتفع درجات الحرارة في الأيام التي تهب فيها رياح الفون بما يزيد على 10°مئوية، فيعدو الجو معتدلاً بعد أن كان بارداً، ولكن هذا التحسن في الجو لا يكون طارئاً سوى لمدة يوم أو يومين، يتلوه انقلاب جديد في حالة الطقس، وانخفاض في درجات الحرارة. وفي بعض الحالات، تصل الموجة الهوائية الباردة إلى وادي الإن لتنهال الأمطار والثلوج على المدينة. ويتأثر كثير من الناس والسكان بهبوب هذه الرياح التي تُعتبر مزعجة، وتُسبب للعديد الصداع والضعف، مما يجعل الأيام التي تهب فيها هذه الرياح غير محبوبة محلياً.

## تاريخ إنسبروك

### ما قبل التاريخ
تشير التنقيبات الأثرية إلى أن الإنسان سكن هذه المنطقة منذ العصر الحجري الحديث، كما تُشير أسماء الضواحي القديمة في إنسبروك ذات الأصول اللاتينية والحفريات التي أُجريت في حوض إنسبروك إلى أن المنطقة ظلت مسكونة بشكل متواصل على مدار 3000 عام المنصرمة تقريباً حتى العصر الحالي.

### نشأة المدينة وتطورها

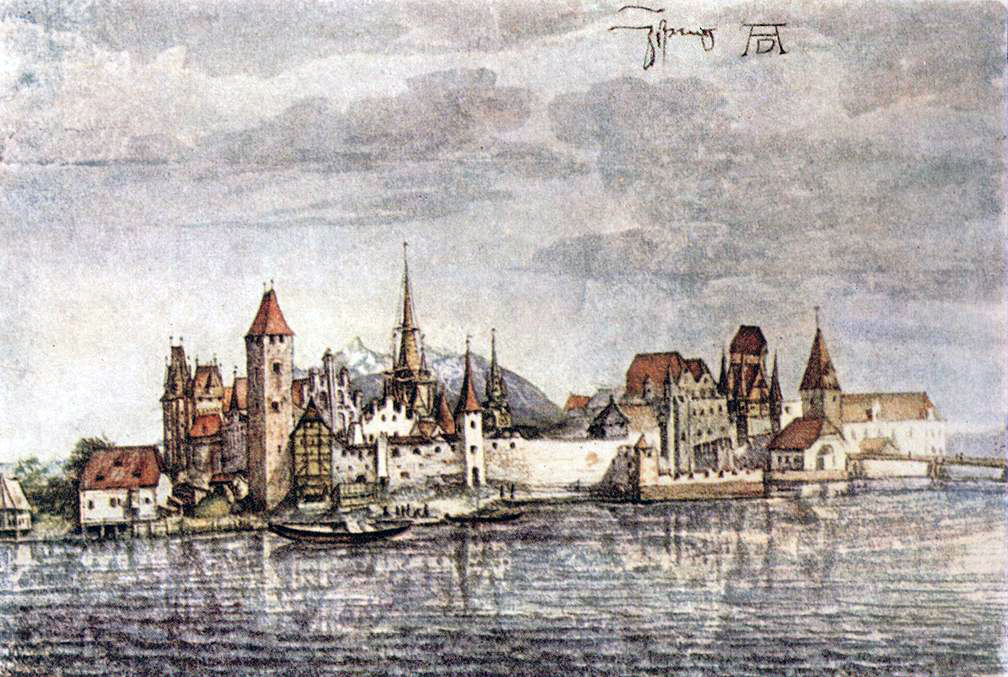
رسم لإنسبروك في سنة 1495. بريشة آلبرخت دورر.

في القرن الرابع الميلادي أسس الرومان محطةً عسكرية على محور فيرونا - برينر - آوغسبورغ وبالتالي أنشؤوا حي «فيلديدينا» (باللاتينية: Veldidena)، الذي يُعرف الآن بحي «ڤيلتِن» (بالألمانية: Wilten)، كأول حي من أحياء المدينة، والذي تدمر خلال عصر الهجرات ليُعاد بناء دير ڤيلتِن عام 1138، ليكون هذا الدير متحكماً بطريق محور فيرونا - آوغسبورغ، حيث لا يمكن عبور نهر الإن إلا على ظهر عبارة تابعة للدير، حتى تمّ بعد 1170 بناء أول جسر عبر الإن، والذي تحول بعد فترة إلى سوق، ليتحول بعد ذلك ويكون النواة لمدينة إنسبروك. في عام 1420 جعل «فريدريخ الرابع» النسماوي إنسبروك عاصمة حكمه، وبذلك استمر تطور المدينة، وفي عام 1500 أنشئ في المدينة بيت للسلاح يعرف الآن باسم "Alte Zeughaus" ليكون من أكبر مخازن السلاح المعروفة آنذاك في أوروبا بناءً على أمر القيصر ماكسيمليان الأول إمبراطور الرومانية المقدسة. وبإنشاء مدرسة لليسوعيين عام 1562 بدأت إنسبروك في التطور إلى مدينة علوم حاضنة للمؤسسات العلمية إضافة لكونها تقع على محور التجارة عبر الألب.
في 15 أكتوبر 1669 أنشأ القيصر النمساوي ليوبولد الأول، إمبراطور الإمبراطورية الرومانية المقدسة، جامعة إنسبروك بأربع كليات، وبعد حل الجامعة مرتين، تم إعادة تأسيسها عام 1826 من قبل القيصر فرانسيس الثاني لتستمر حتى اليوم. وإجلالاً لهذين القيصرين تسمى جامعة إنسبروك بجامعة ليوبولد-فرانسنس.

### معركة جبل إيزل

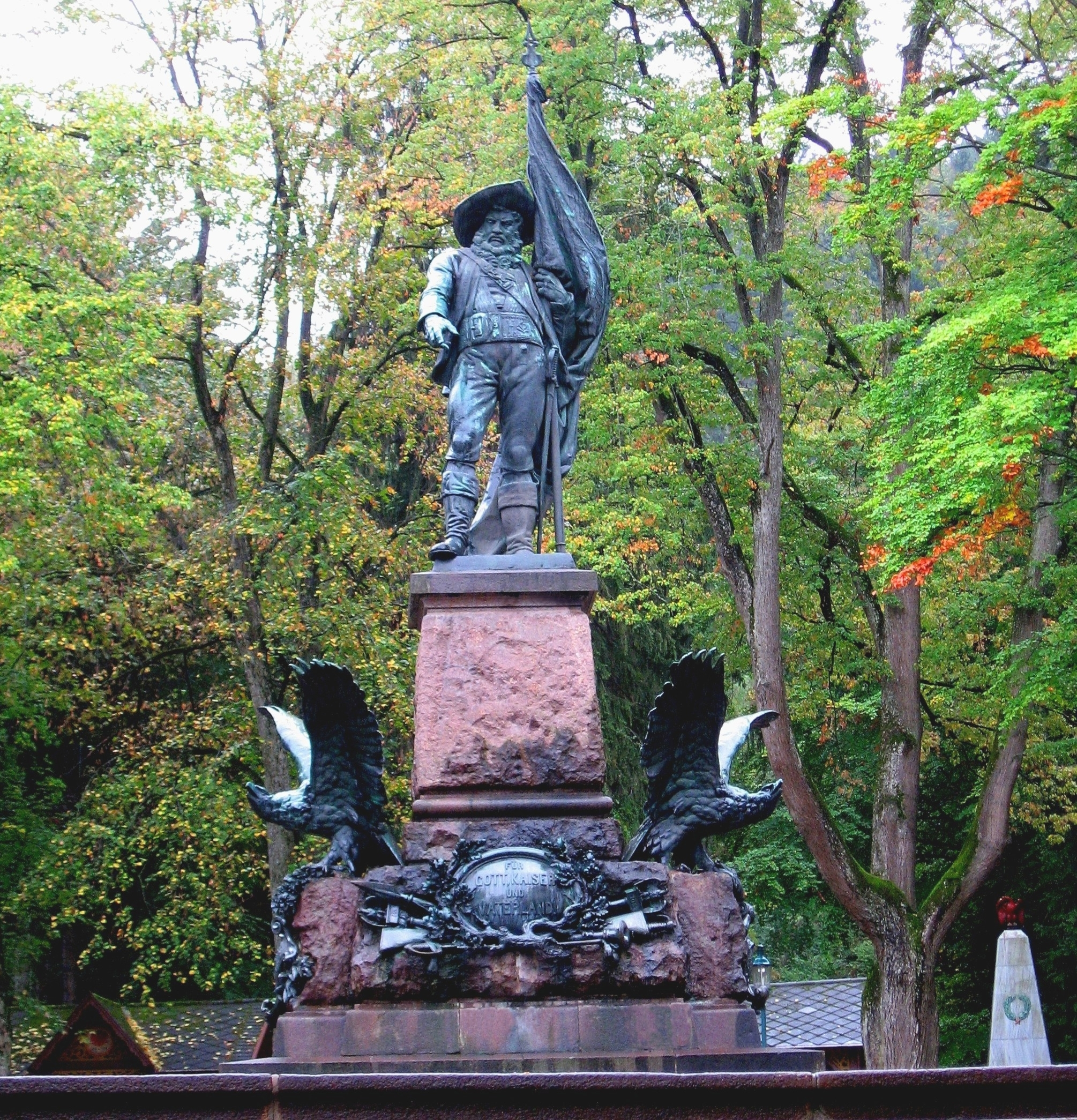
تمثال يمثل بطل المعركة "أندرياس هوفر"، التمثال بني على تلة جبل إيزل.

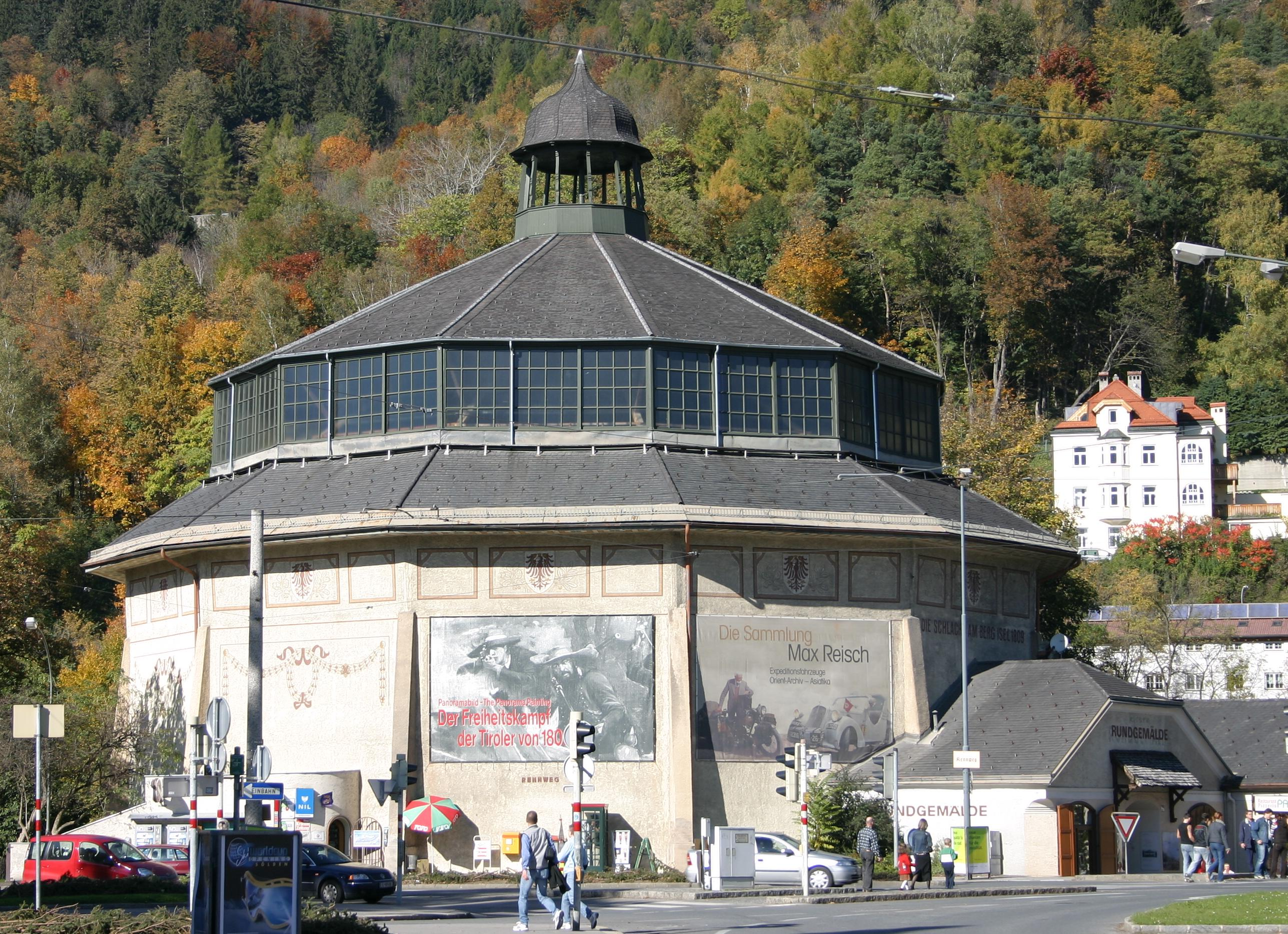
اللوحة الدائرية لمعركة جبل إيزل في إنسبروك، افتتحت عام 1896.

في عام 1809 قامت على جبل إيزل (بالألمانية:  Bergisel) - الجبل الذي يقع جنوب المدينة وتعلوه اليوم منصة القفز معركة جبل إيزل (بالألمانية:  Bergiselschlacht) بين قوات الفلاحين التيروليين وقوات نابليون الفرنسية مع حلفائهم البافاريون، والتي تمُثل جزءاً مما يسمى «بكفاح الحرية» للتيروليين، يقودهم آنذاك البطل المحلي «أندرياس هوفر». تم تخليد مجريات هذه المعركة برسم دائري على مساحة 1000 متر مربع، حيث يقف المشاهد وسط الصالة ويشاهد مجريات المعركة من حوله.
مجريات المعركة
- في 12 نيسان 1809 ثار قائد وحدة سلاح البنادق «مارتين تايمر» (بالألمانية: Martin Teimer) على المحتلين البافاريين واستطاع السيطرة على عاصمة الإقليم إنسبروك. مما اضطر قائد القوات البافارية الجنرال «كينكِل» مع وحدته للاستسلام للتيروليين.
- في 25 أيار 1809 حشد التيروليون 5000 جندي من الفلاحين الذين تحصنوا في سفوح الجبال الجنوبية لإنسبروك بما فيها جبل إيزل، لينضم إليهم 1000 من سلاح البنادق بقيادة «يوسف شبيكباخر» (بالألمانية: Josef Speckbacher) مدعومين ب 1200 جندي نمساوي ترافقهم 5 قطع مدفعية، وكان قائد القوات المجتمعة «أندرياس هوفر» (بالألمانية: Andreas Hofer)، ليواجهوا القوات البافارية بقيادة الجنرال «ديروي» وتعدادها 5000 جندي. بعد أيام من القتال المتقطع بسبب العواصف الرعدية، كان البافاريون يسيطرون على وادي إنسبروك والفلاحون على سفوح الجبال، ولكن بعد وصول أخبار هزيمة جيش نابليون بونابرت، أي حلفاء البافاريين، في معركة آسبرن (بالألمانية: Aspern) قرب فيينا، تشجع الفلاحون ليشنوا الهجوم النهائي في 29 أيار 1809 ويُلحقوا خسائر فادحة بالجيش البافاري، مما أجبره على الانسحاب إلى كوفشتاين.

عاود نابليون الكرّة على النمساويين ليعوض عن هزيمة آسبرن وينتصر على النمساويين في معركة فاغرام وليجبرهم على توقيع اتفاقية الصلح في 12 حزيران 1809. وبهذا يتفرغ لمحاولة اقتحام تيرول.
- في أواخر تموز لعام 1809 أمر نابليون 25000 جندي باقتحام تيرول من عدة محاور، إلا أن هذه القوات المهاجمة تكبدت خسائر جمّة على كافة المنافذ لتيرول، وذلك على الجبهات الأربع المؤدية لإنسبروك، وبرغم ذلك استمرت القوات في التقدم حتى وصلت إلى مشارف المدينة.
- في 13 آب 1809 جرت أحداث المعركة الحاسمة على جبل إيزل حيث وصلت إنسبروك قوات نابليون بقيادة المارشال الفرنسي «ليفيبفر» (بالفرنسية: Lefebvre)‏ والمكونة من الفرنسيين والبافاريين والساكسونيين وقدرها 15000 جندي لتقابل عدداً مشابها من التيروليين بقيادة «أندرياس هوفر»، لتنتهي المعركة بانتصار التيروليين وانسحاب الفرنسيين واتباعهم في 15 آب 1809 إلى كوفشتاين من جديد. خلدت هذه المعركة في الرسم الدائري في إنسبروك، وتشكل جزءاً من التراث التاريخي للمنطقة وسببا للفخر والحس الوطني لأهل التيرول، كما أنها صارت أحد أعلامها السياحية والثقافية، بالمتاحف والتماثيل التي خلدت ذكراها.
- في 1 تشرين الثاني وبعد أن أخضع نابليون النمساويين وأجبرهم على توقيع اتفاقية مذلة تخلوا فيها عن مساحات كبيرة من إمبراطوريتهم، ومنها تخليهم عن دعم التيروليين، هاجم الجيش البافاري، حليف نابليون، تيرول للمرة الأخيرة لتختتم معارك جبل إيزل بهزيمة التيروليين، وهروب بطلهم «أندرياس هوفر»، الذي قُبض عليه لاحقا وأعدم في 20 شباط 1810.

### إنسبروك في القرن العشرين
عادت إنسبروك لتلعب دورها القديم كموقع استراتيجي في قلب جبال الألب بعد أن تم تطوير شبكة السكك الحيدية ببناء سكة حديد البرنر إلى الجنوب التي ربطت المدينة بإيطاليا، وسكة حديد ربطتها بألمانيا من الشمال وسكة حديد فورآرلبرغ من الغرب.
احتلت القوات الإيطالية في الحرب العالمية الأولى إنسبروك لفترة وجيزة، لتعود وتنسحب منها عام 1924.
تعرضت إنسبروك في الحرب العالمية الثانية لإحدى وعشرين غارة جوية من قوات الحلفاء، مما دمر أجزاءً كبيرة منها، بما فيها كاتدرائيتها، المعروفة باسم كاتدرائية القديس يعقوب، إذ أن المدينة كانت مركزا لإحدى معسكرات الاعتقال. وفي ختام الحرب العالمية الثانية قامت قوات المقاومة ضد النازية في إنسبروك بالسيطرة على المدينة بتاريخ 2 أيار 1945، لتقوم بتسليم المدينة سلمياً للقوات الأمريكية في 3 أيار 1945، لتصبح إنسبروك بعد نهاية الحرب تابعة للنفوذ الفرنسي حتى جلاء الحلفاء عن النمسا في 26 تشرين أول 1955.

## مدينة الألعاب الأولمبية الشتوية لمرتين
| شعار ألعاب 1964. | شعار ألعاب 1976. |

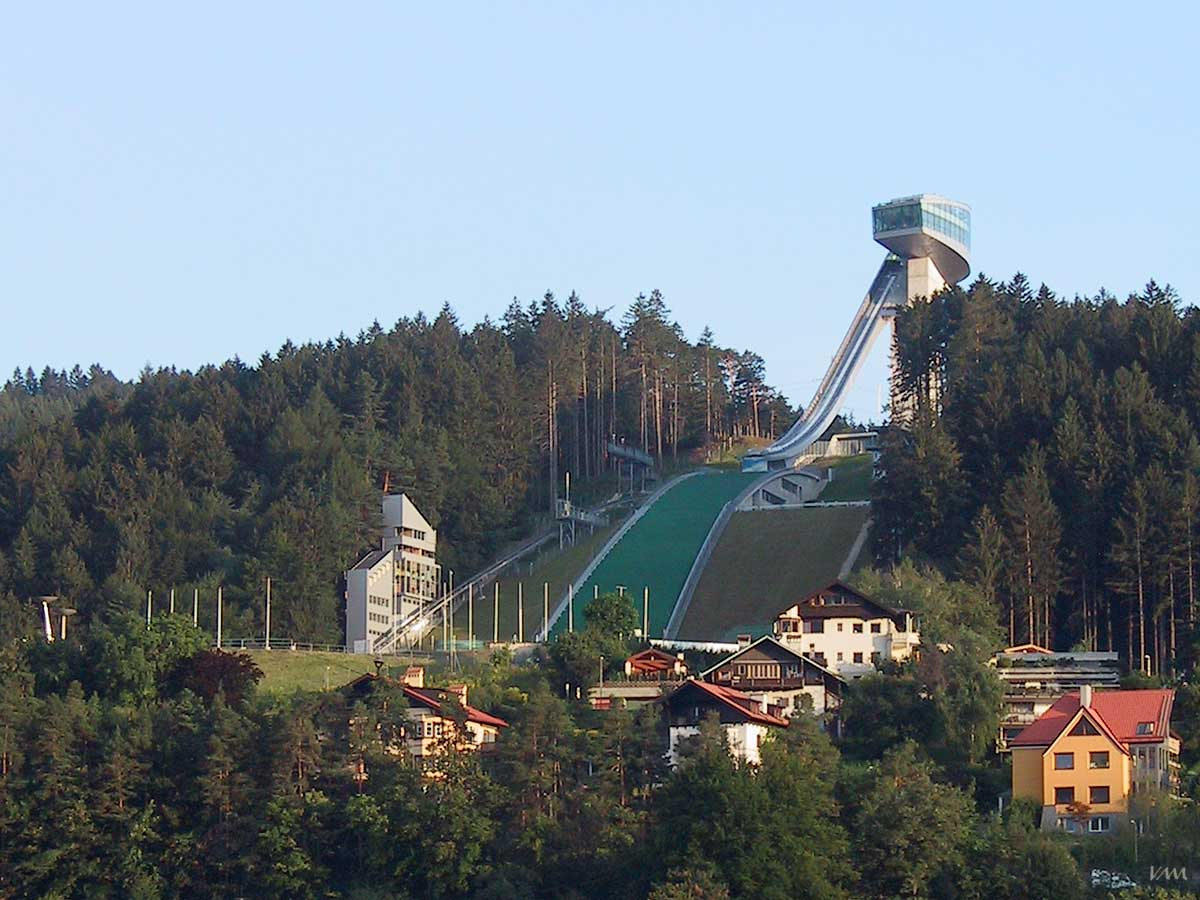
منظر من الشمال لمنصة القفز على الثلج الجديدة الواقعة على جبل إيزل.

حضنت مدينة إنسبروك الألعاب الأولمبية الشتوية في عامي 1964 وعام 1976.
وما تزال إسكانات المدينة الأولمبية ومنصة القفز على الثلج شاهدة على هذا التاريخ الأولمبي. وتعد منصة القفز هذه المسماة بمنصة جبل إيزل (بالألمانية: Bergiselschanze) من أهم المعالم التي تركتها الألعاب الأولمبية على منظر المدينة.
كما ساهمت الألعاب الأولمبية في إنسبروك في تنشيط الحركة السياحية في المدينة، وجعلتها هدفاً لعشرات آلاف المشتيين، الذين يرغبون بممارسة هواياتهم في التزلج على الجليد.

### منصة جبل إيزل
بدأ القفز على الثلج في عقد العشرينيات من القرن العشرين، حيث بُنيت منصة خشبية في عام 1926، وبمناسبة الألعاب الأولمبية لعام 1964 تم تطويرها وتكبيرها وبناء مدرجات لها، وفي عام 1974 تم إعادة بنائها لمواكبة ألعاب 1974 آنذاك.
وفي عام 2002 حظيت المهندسة المعمارية العراقية «زها حديد» بفرصة تصميم منصة جديدة صارت معلماً من معالم المدينة، ولتطل بحلتها الجديدة عليها، ولتضيف مطعما ومقهى يرتادهما السياح بأعلاها.

## معالم إنسبروك
| السطح الذهبي يعتبر السطح الذهبي (بالألمانية: Goldenes Dachl) من رموز المدينة السياحية، ويقع في وسط البلدة القديمة، في قلب المنطقة السياحية من إنسبروك. المبنى هو عبارة عن شرفة خشبية، مزينة بعدد من القطع النحاسية المذهبة التي يصل عددها إلى 2.657 قطعة، مطلة على سوق البلدة القديمة، وقد بنيت الشرفة على الطراز القوطي. بُني المبنى بأمر من القيصر "ماكسيميليان الأول" بمناسبة حلول عام 1500 للميلاد. اليوم يحوي المبنى متحفاً، كما يحوي المكتب الدائم للحفاظ على جبال الألب. | السطح الذهبي، رمز المدينة السياحي. |
| عمود أنّا (بالألمانية: Annasäule) وهو عمود حجري يعلوه تمثال لمريم العذراء، أمرت ببنائه القيصرة "ماريا تيريزا" ليكون بمثابة ذكرى جلاء القوات البافارية عن إنسبروك في 26 حزيران 1703 والموافق ليوم ذكرى القديسة أنّا. يقع العمود في وسط شارع ماريا تيريزا الرئيسي في وسط المدينة، وهو الآن منطقة للمشاة وللتسوق. يبدأ هذا الشارع عند قوس النصر لينتهي عند المدينة القديمة. | عمود أنّا في وسط شارع ماريا تيريزا. |
| بوابة النصر (بالألمانية: Triumphpforte) وهي في نهاية شارع ماريا تيريزا، بالرغم من الاسم، فهي لم تبن بسبب انتصار، بل بسبب زواج أحد أبناء القيصرة "ماريا تيريزا"، المدعو "بيتر ليوبولد" (بالألمانية: Peter Leopold) من الأميرة الإسبانية "ماريا لودوفيكا" (بالإسبانية: Maria Ludovica)‏، وهذا الأمير المذكور أصبح لاحقا القيصر ليوبولد الثاني إمبراطور الرومانية المقدسة. بُنيت البوابة في عام 1765.                                                                              | بوابة النصر.                       |
| مبنى اللوحة الدائرية ويحوي اللوحة التي رُسمت تخليداً لمعركة جبل إيزل، على مساحة 1000 متر مربع، وتم افتتاحها عام 1898. وهي عبارة عن رسم بانورامي لمجريات المعركة، على الجدران الداخلية لبناء دائري، بحيث يقف الزائر في وسط الصالة ويشاهد من حوله مجريات المعركة بابعاد شبه حقيقية. | متحف اللوحة الدائرية.              |
| قصر الهوفبورغ مقر القيصر بني القصر في القرن الخامس عشر ليكون مقر سيغموند حاكم تيرول، وتم توسعة القصر ليصير مقراً للقيصر "ماكسيميليان الأول"، قبل أن تقوم "ماريا تيريزا" قيصرة النمسا الشهيرة بتوسعيه وتعديله ليكون على طراز "روكوكو" المعماري، كما هو عليه اليوم. يوجد بداخل القصر متحفا خاصا به. | قصر الهوفبورغ مقر القيصر.          |
| كنيسة القديس يعقوب وهي أكبر كنيسة في إنسبروك، ومقر لمطران تيرول، وبالتالي تمثل كاتدرائية إنسبروك من الناحية الدينية، برغم أن مظهرها الخارجي لا يوحي بذلك. | كنيسة القديس يعقوب.                |
| مسرح الولاية يقع مقابل الهوفبورغ، بُني عام 1629 وهو يتسح لحوالي 800 متفرج وتُعرض فيه عروض ثقافية ومسرحية متعددة. | مسرح الولاية.                      |
| قصر أمراس وهو قصر يقع جنوب شرق المدينة، بناه الأرشيدوق "فيرديناند الثاني" التيرولي، وهو الآن يعمل كفرع لمتحف الفنون في فيينا. | قصر أمراس.                         |
| ترام الجبل، والهافيليكار من داخل المدينة يمكن للسائح والزائر أن يصعد في ترام، ينقله إلى حيٍ مرتفع من إنسبروك يلقب "بالهونغربورغ"، ومن هناك يمكنه أن يصعد في ترام السلسلة الشمالية ليصعد إلى قمة جبل يُسمى "بالهافيليكار"، ويُشاهد منظراً رائعاً للمدينة من على قمة أحد جبال الألب. | الترام الجبلي إلى الهافيليكار.     |
| شارع ماريا تيريزا الشارع الرئيس للمدينة، وامتداد المدينة القديمة. | شارع ماريا تيريزا.                 |
| نهر الإن هو أحد فروع الدانوب الجنوبية، ينبع من القسم الأوسط من جبال الألب الواقعة في ولاية سالزبورغ النمساويّة. يمتد على مسافة 254 كيلومتر ويُشكّل الحد الفاصل بين الألب الشمالية الكلسية، والألب الشرقية الوسطى. | الضفة الشمالية لنهر الإن.          |
| برج المدينة برج المدينة القديم في البلدة القديمة (بالألمانية:Altstadt) والذي يُشرف على البلدة. | برج المدينة في البلدة القديمة.     |
| ساحة بوتسِن ساحة بوتسِن (بالألمانية: Bozner Platz) أحد أبرز وأهم الساحات في المدينة. | ساحة بوتسِن.                        |

## أهم الاماكن السياحية

### ضمن إطار مركز المدينة التاريخ

#### القصر الإمبراطوري
كان قصر البلاط الإمبراطوري مقراً للعائلة الإمبراطورية في النمسا منذ القرن الـ15 وما بعد ذلك. وقد وُسِّع على الطراز القوطي اللاحق في ظل سيادة الإمبراطورة ماريا تيريزا، ان الغرف والوحدات السكنية الفاخرة والقاعة المركزية الضخمة الأبرز مزينة بمفروشات ولوحات ثمينة والتي تقدّم شهادة بليغة عن حياة البلاط.

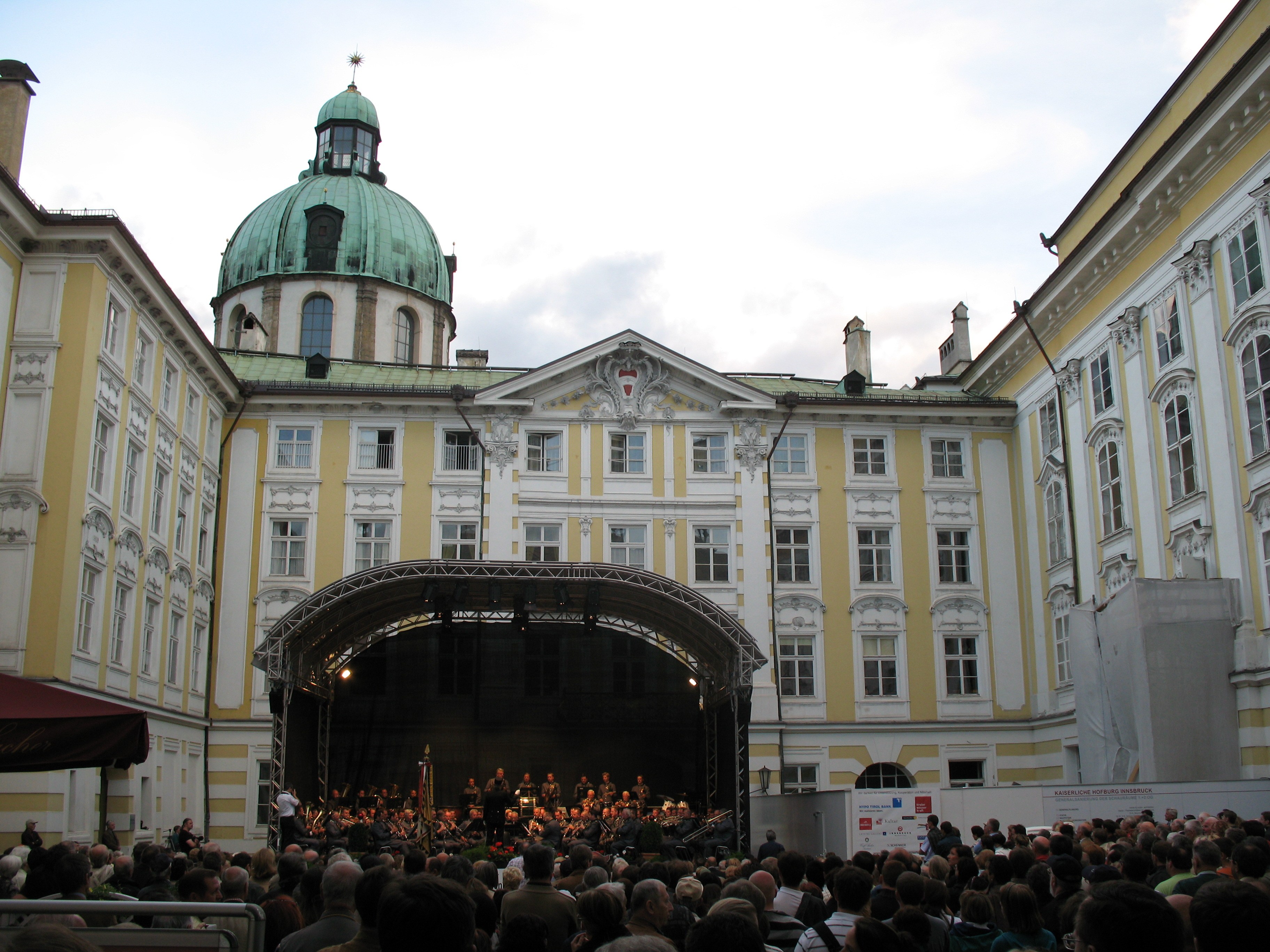
احدى الفرق الموسيقية تقدم اداء في القصر الإمبراطوري

#### الكنيسة الإمبراطورية
طَمِحَ الإمبراطور ماكسيميليان الأول (1459-1519) الذي ُ ينحدرُ من عائلة هابسبورغ الشهيرة إلى تخليد نفسه في الفن والسياسة وحتى إلى ما بعد وفاته، يحيط بضريحه التذكاري المثير للإعجاب في ساحة الكنيسة 28 تمثالاً برونزياً عملاقاً تدعى «الرجال السود»، والضريح هو في الوقت الحاضر واحدٌ من أهم الكنوز الفنية العائدة لفن عصر النهضة في النمسا، ولم يتم إكماله إلا بعد 65 سنة من وفاة ماكسيميليان وذلك في ظل حكم فرديناند الثاني. التماثيل المُسماة «الرجال السود» التي تصور الإمبراطور ماكسيميليان الأول وأسلافه والمنحدرين من سلالته، تم تصميمها وإبداعها من قبل أفضل الرسامين والنحاتين وسباكي البرونز والحرفيين في ذلك الوقت.

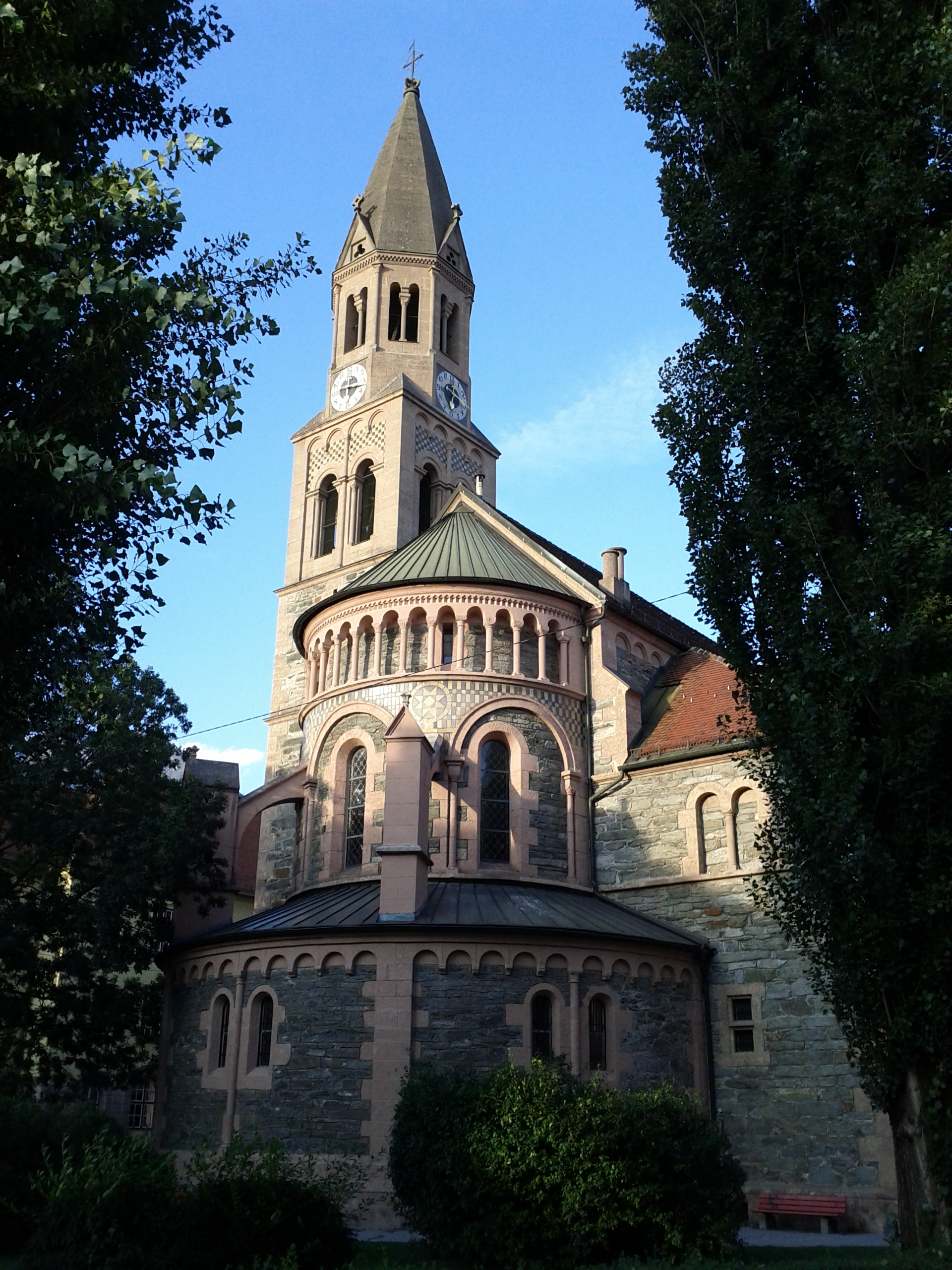
إحدى كنائس انسبروك

#### سواروفسكي إنسبروك
تقدم سواروفسكي في واحدٍ من أقدم المباني في إنسبروك مجموعةً من المنتجات المتعددة الأوجه تشملُ منتجاتٍ كريستالية ذات تصميمٍ فريد والديكورات الداخلية، والمجوهرات والموضات. تتضمن المجموعة الأنيقة قطعاً من المجوهرات من سواروفسكي، وإكسسوارات وقطعاً فنيةً كريستالية من خط دانيال سواروفسكي في باريس وكذلك تماثيلَ كريستاليةً صغيرةً من مجموعتي«كريستال سيلفر سواروفسكي» و«كريستال مومينتز». بالإضافة لذلك، فهنالك بانتظار الزوارِ مجموعةٌ حصريّةٌ من المجوهرات والإكسسوارات التي طورت مع علامات تجارية شريكة وصنعت بالتعاونِ مع شركة CRYSTALLIZED™ - Swarovski Elements. تُتمِم ثريات كريستالية ثمينة وتصاميم كريستاليةٌ من مجموعة «كريستال ديكور» وتصاميم دقيقة من مجموعة «سواروفسكي أوبتك» التشكيلةَ الواسعة.

### خارج إطار مركز المدينة التاريخ

#### تلفريك جبال نورد كيتين
يبدأ التلفريك الحديث الصنع رحلته في قلب المدينة بالقرب تماماً من القصر الإمبراطوري «إمبيريل بالاس» وتنتهي بعد 20 دقيقة في بقعة أرضٍ ألبيّة مرتفعة. وصُمّمَت محطات التلفريك هذه من قبل المهندسة المعمارية العراقية المشهورة زها حديد التي وضعت معاييرَ جديدةً في الهندسة المعمارية العالمية.

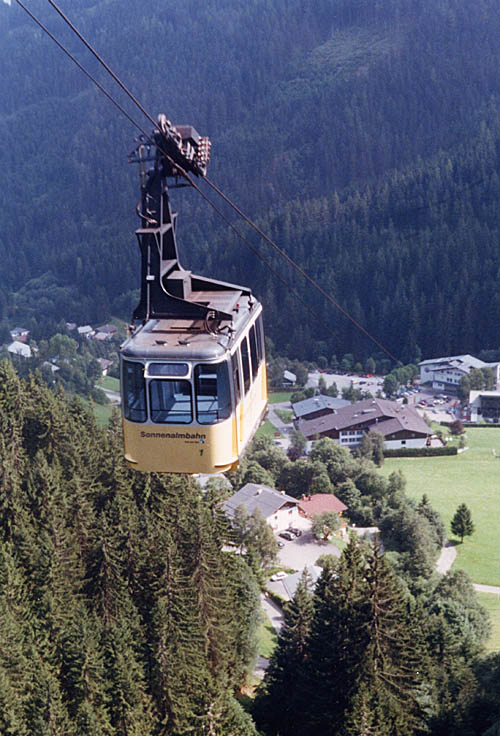
تلفريك في زيل أم زيه

#### حديقة الحيوانات الألبية
تقعُ حديقة الحيوانات الألبيّة في إنسبورك على ارتفاع 750 متراً، فهي من حيث موقعها تعتبر الأعلى من نوعها ومن حيث أنواع الحيوانات المتواجدة فيها فتعتبر مأوى الحيوانات البرية الوحيد عالميا المُكرَّس على نحوٍ تام من أجل حيوانات جبال الألب. يمكن رؤية أكثر من 2,000 حيوانٍ و150 نوعا وهي تعيش في مواطنها الطبيعية. إنَّ الحظائر المفتوحة المسيجة وأقفاص الطيور الكبيرة وأحواض السمك المتواجدة في حديقة الحيوانات هي موطنٌ لأكثرِ التجمعاتِ الحيوانية تكاملاً والتي يعود أصلها لمناطق جبال الألب الأوروبية. إنّ أحد عوامل الجذب السياحي الرئيسية للحديقةِ هي الدببة التي أصبحت على وشك الانقراضِ في جبال الألب.

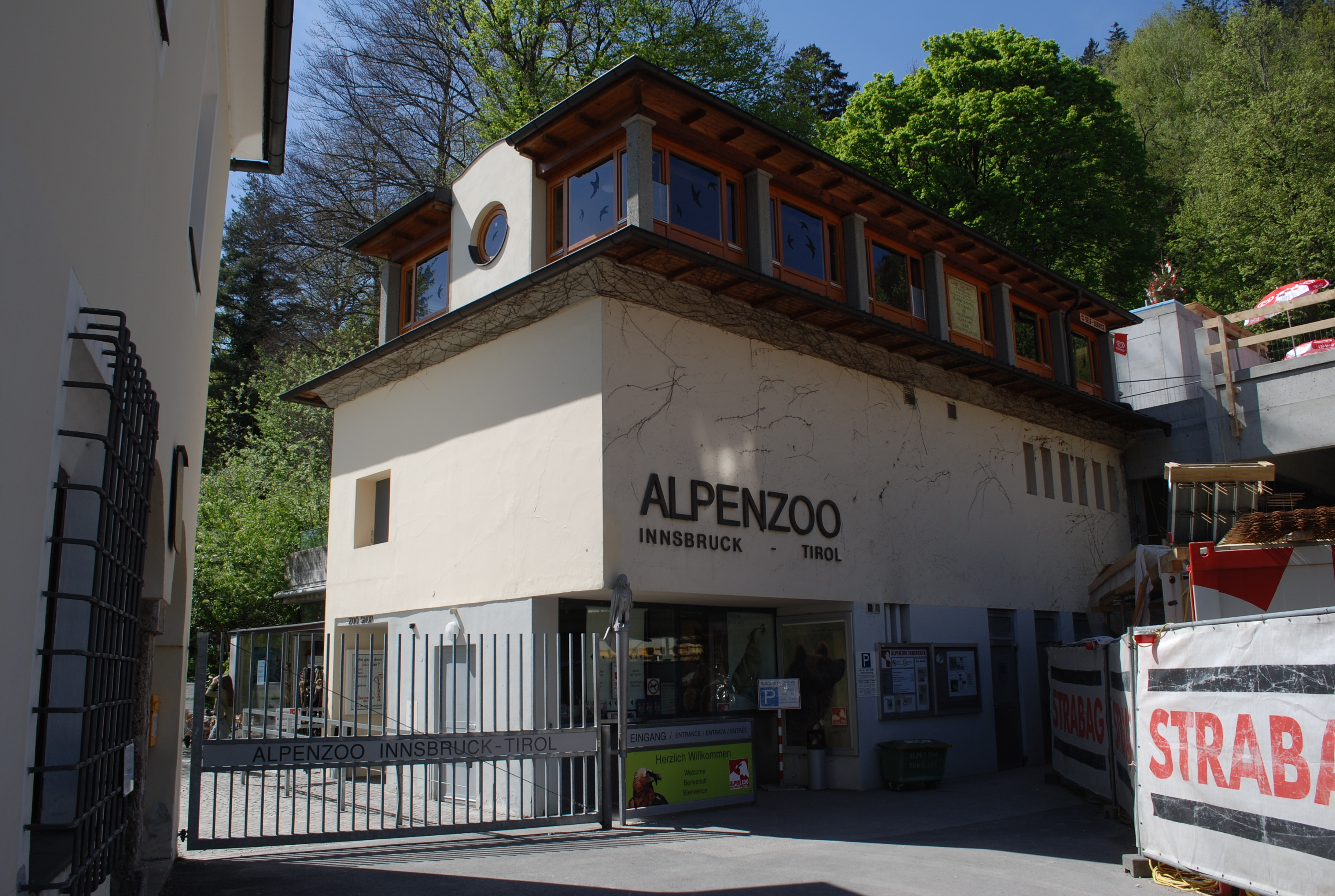
مدخل حديقة الحيوانات الألبية في انسبروك

#### القفز التزلجي الأولمبي
إنَّ برج القفز التزلجي الأولمبي الموجود على جبل «بيرج إيزل» هو بناءٌ أخّإذٌ مصممٌ من قبل المهندسة المعمارية زها حديد التي ولدت في العراق وتقيم في لندن، لقد أصبح البرج واحداً من أيقونات إنسبروك وبالإمكان رؤيته من معظم أرجاءِ المدينة، إنّه أكثرُ ميادين القفز التزلجيِّ عصريا في العالم. سوف يشاهد زوار برج القفز التزلجي مناظرَ أخّاذةً من شرفة المطعم المتواجدة على برج القفز التزلجي نفسه ويمكنهم الاستمتاع بالإطلالات البانورامية بزاوية رؤيةٍ تبلغُ 360 درجة لمدينة إنسبروك ومشهد الجبال.

#### متحف الأجراس
هو تركيبةٌ فريدةٌ مكونةٌ من مشغلٍ لصب الأجراس ومتحف للأجراس وغرفة سمعية. تقوم عائلة جاس ماير بصب الأجراس لكلّ أنحاء العالم منذ القرن الـ 16، إنّهم حتى الآن أكثر صناع الأجراس شهرةً في أوروبا بتاريخهم وخبرتهم التي يبلغ عمرها 400 عامٍ. تتوفر جولاتٌ سياحيةٌ إلى متحف الأجراس ومشغل صب الأجراس والغرفة السمعيةِ برفقة دليلٍ سياحيٍّ يتحدث اللغة الإنجليزية.

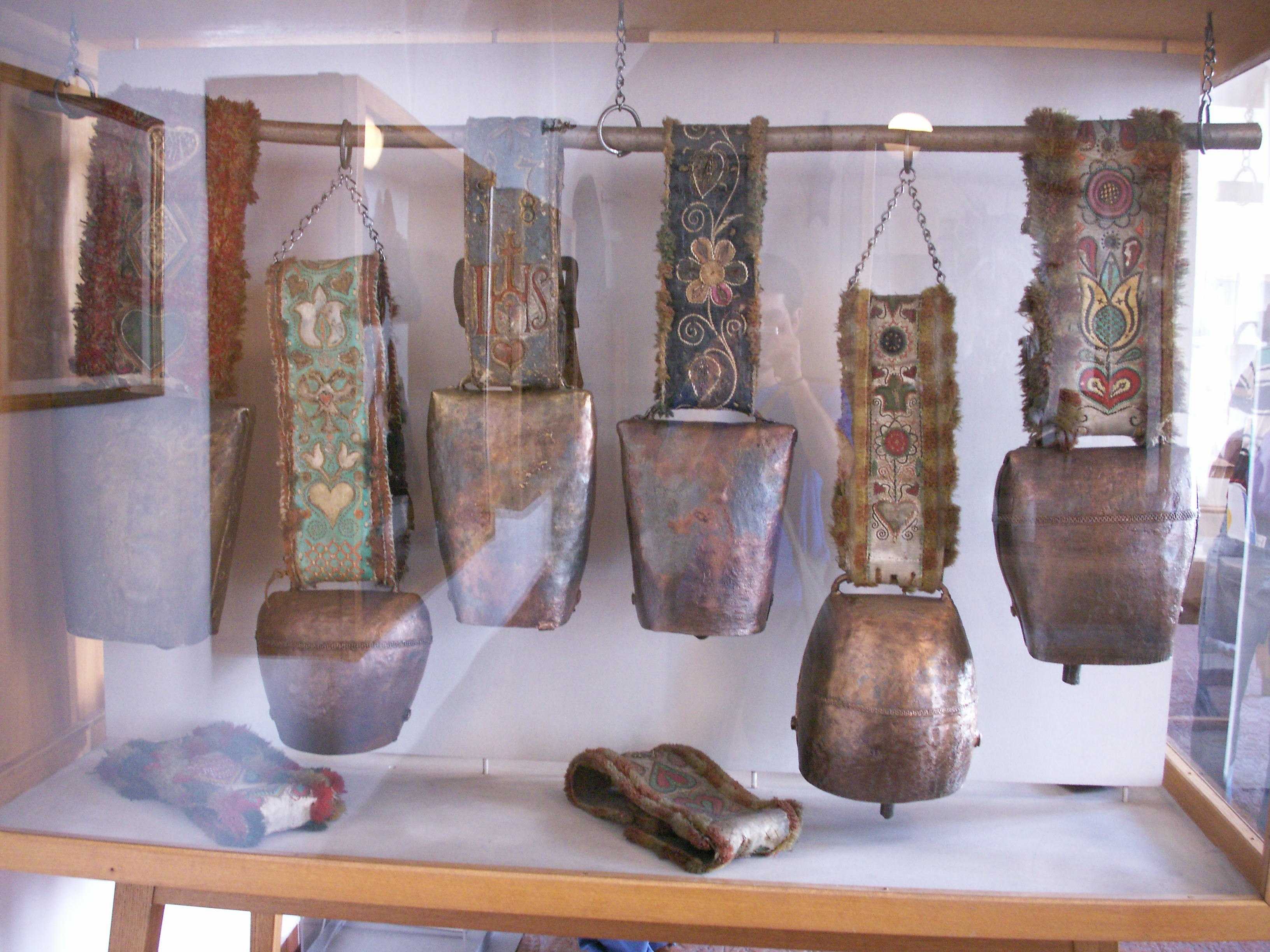
صورة لإحدى التحف في Tirolervolkskunstmuseum

#### قلعة أمبراس
لقد كانت قلعة أمبراس قلعة من القرون الوسطى واقعة على هضبة إلى الجنوب من إنسبروك. حولها الأرشيدوق فرديناند الثاني في القرن الـ16 إلى قلعة رائعة من عصر النهضة من أجل زوجته فلبين، ووضع فيها مجموعة واسعة من القطع الفنية والتحف والأسلحة التي ما تزال أحد أكثر المجموعات شهرةً في أوروبا. بإمكان الزوار الوصول إلى القلعة بسهولةٍ بواسطة وسائل النقل العامة أو حتى بواسطة الحافلة السياحية التي تتوقف مباشرةً عند بوابة المدخل.

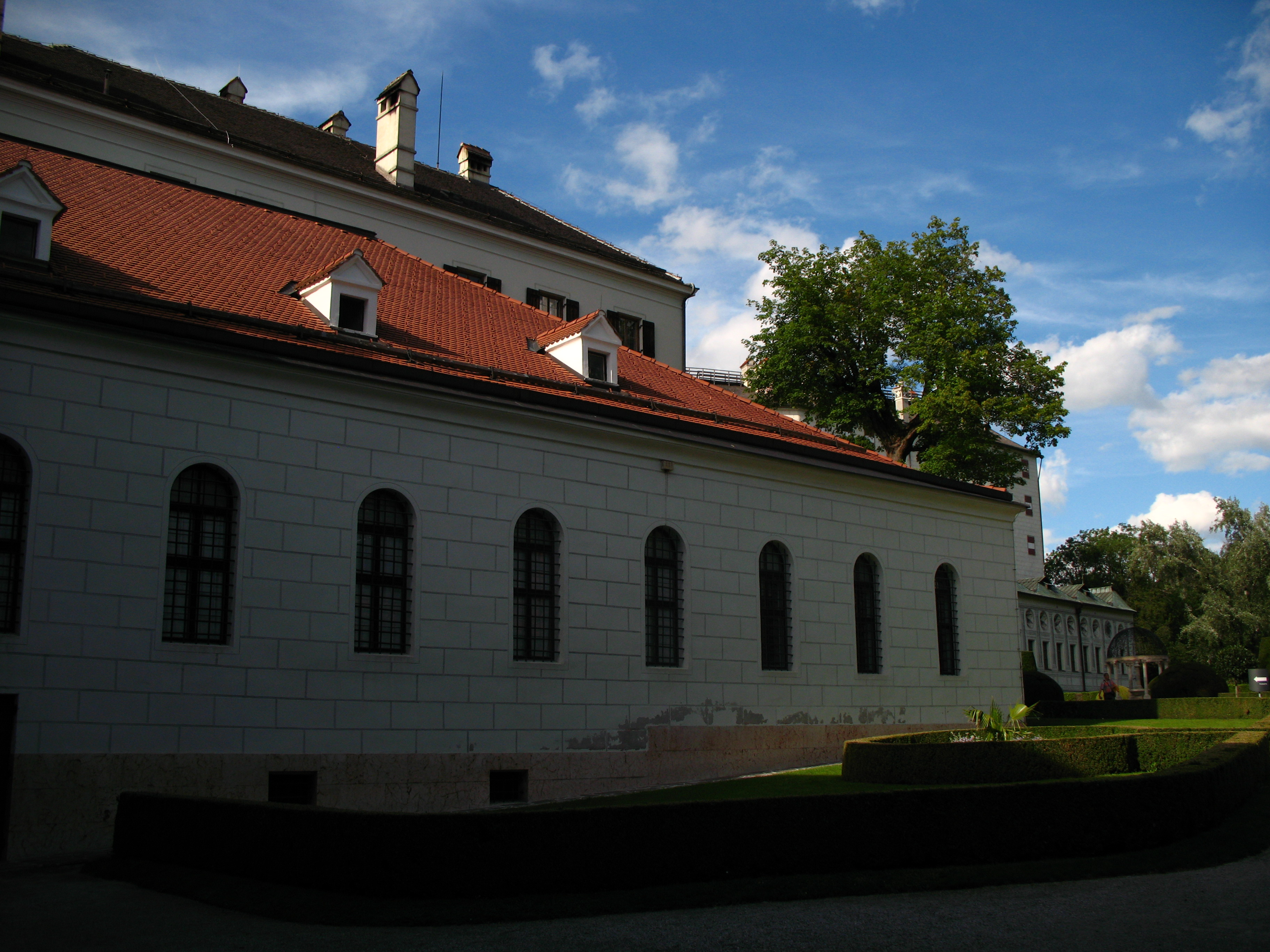
قلعة أمبراس

#### تلفريك جبل باتشركوفل
جبل باتشركوفل الواقع جنوب إنسبروك (عاصمة إقليم تيرول) هو جبل يتمتعُ بمشهدٍ طبيعيٍّ مثاليٍّ. إنَّ جبل باتشركوفل هو جنة للعائلات بجماله الطبيعي وإطلالاته الرائعة وأكواخه الجبلية الحميمية والحياة النباتية الفريدة الموجودة فيه. يمكن الوصول بسهولة إلى الجبل بواسطة تلفريك باتشركوفل العصري. في أعلى القمة يستطيع الزائر القيام بجولات جبلية سيراً على الأقدام والتي هي مناسبةٌ للأطفال أيضا.

#### سباق الزلاجات الأولمبي في إيغلز
بإمكان كل شخصٍ الشعور وكأنَّه بطلٌ حقيقي في ميادين سباق الفائزين الألومبيين. إنَّ القيام برحلةٍ خاطفةٍ لأسفل مضمار الزلاجات الأولمبي في إيغلز هو أمرٌ ممكنٌ على مدار السنة، أما في فصل الصيف فيكون السباق على الأسفلت، تندفع الزلاجات لأسفل الطريق بسرعة 100 كيلومترٍ في الساعة.

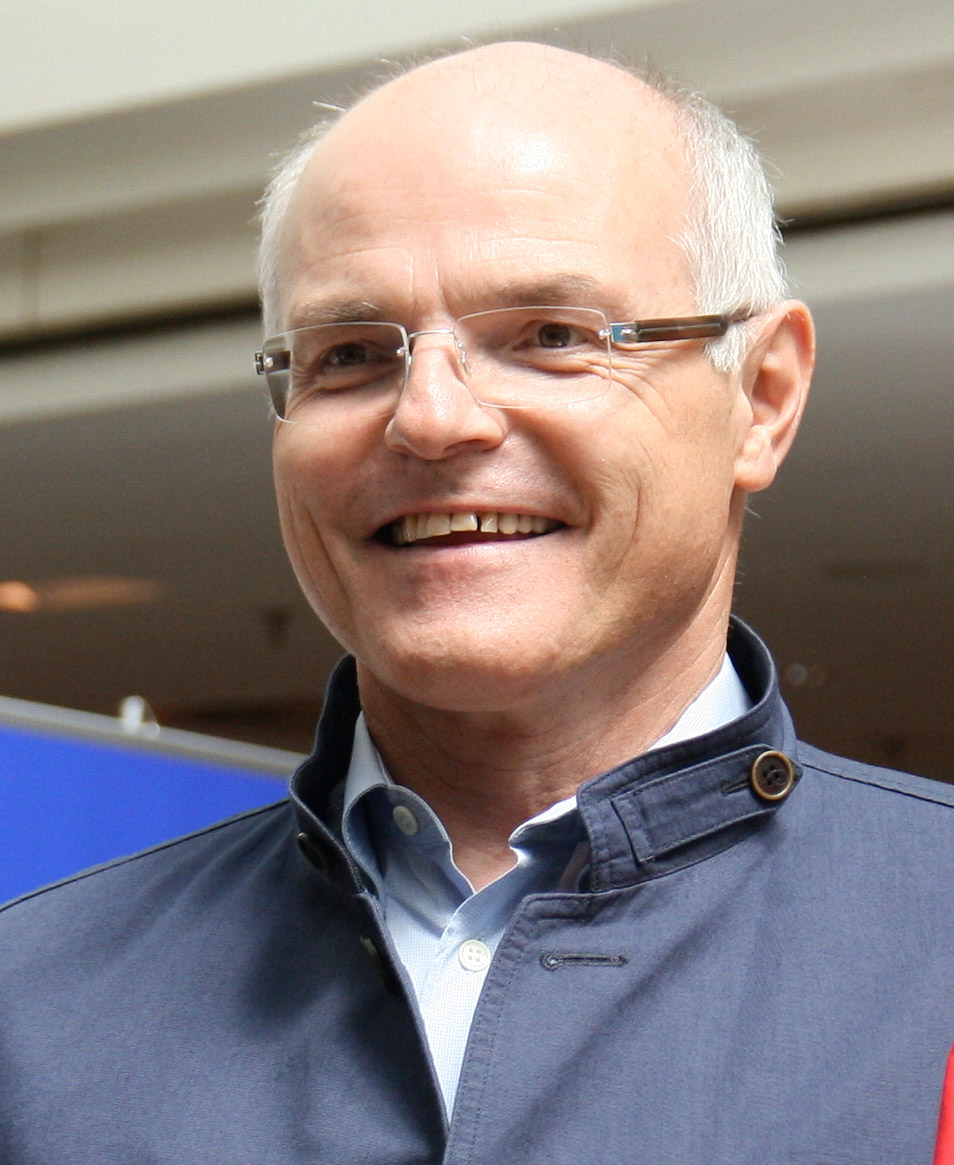
Austrian Olympic Team 2012

#### تلفريك الألبية
لقد كان مطعم موترر ألم الجبلي الواقع على ارتفاع 1,700 متر فوق مستوى سطح البحر مكاناًً مشهورا للعائلات. يفتخرُ الآن أيضاً بوجود «منتزه المغامرات» الذي يقدم الكثير من المرح والتشويق والدخول إليه مجانيٌّ. يمكنك الوصول إلى مراعي موترر ألم الجبلية بسرعةٍ وبسهولةٍ بواسطة التلفريك ذي الثمانية مقاعد، سوف ينقلك خلال عدة دقائق فقط من محطة الوادي في مدينة «موتيرز» (960 متر) إلى أعلى الجبل (1,612 متر). توجد في المنطقة الواقعة فوق محطة التلفريك العُليا الكثير من وجهات الجذب السياحي المناسبة للأطفال وكل أفراد العائلة منها «المياه السحرية» و«البيوت الخشبية» وملعب المغامرات وقرية خيم الهنود الحمر، الممرات في هذه المنطقة مناسبةٌ أيضاً لزوار الكرسي المتحرك والزوار الذي يفضلون المشي حفاة الأقدام.

#### بحيرة ناتيرز
باستطاعة الأطفال اللعب والقيام بالمشاريع الحرفية والاستمتاع بألعاب «فن فور كيدز» الأولمبية واكتشاف المناظر الطبيعية المحيطة واكتساب الكثير من الصداقات عند بحيرة ناتيرز، وبمقدور الأولاد الأكبر سناً تمضية الوقت في ديسكو «كيدي» ولعب الكرة الطائرة من نوع «سن سبلاش» في وقت متأخرٍ من الليل والجلوس حول نار التخييم الموقدةِ في المساء. يوجد مضيفون مختصون بالاعتناء بالأطفال الذين تتراوح أعمارهم بين أربع سنوات وحتى اثنى عشرة سنة يتسمون بإبداعهم وأفكارهم الترفيهية.

### أماكن التسوق في إنسبروك

#### مركزُ تسوقِ معارض تاون هول
عندما افتتح معرضا "Rathausgalerien" أو تاون هول جالريز في عام 2002، فلم يتم حينها تحديثُ مركز المدينة الإداريّ فحسبْ، بل تم أيضاً دمجُ المكاتبِ ضمنَ مركز تسوقٍ أنيق. وهو يربط أربع جاداتٍ وساحاتٍ مجاورة، وبالتالي فهو يوسع بشكلٍ كبيرٍ من المساحة المتوفرة للعامة. لقد تمّ بناءُ معرض التسوق هذاَ تبعاً لمخططاتِ المهندس المعماري الفرنسيالرائد دومينيك بيرو حيث يدخله ضوء وافرٌ من خلالِ سقف زجاجي مرتفع. ويشرفُ برج الأجراس الزجاجي الذي يبلغ ارتفاعهُ 37 متراً على كامل منطقة المدينة الداخلية حيثُ تم تخصيصه ليكونَ برج مشاهدة. هنالك مناظر بانورامية رائعة للغاية من أعلى المنصة، وكذلك من المقهى الدائريّ الفريد بدرجة 360 ومطعمِ "Lichtblick" الذي حصل على نجمةٍ واحدة من دليل ميشلان. وفي المركز التجاري، هناك الكثير من البوتيكاتِ الجميلة وكذلك المقاهي والمطاعم التي تقدم ما لذّ وطاب بما في ذلك مطعم ثاي-لي-با Thai-Li-Ba، الذي يتشتهر بمطبخه الآسيوي المُمتاز. ويكملُ تقديم العروض الحصريةِ هنا فندق Penz، وهو فندق كونغرس عصريّ التصميم ذو 4 نجوم، ومتجر"Rajsigl" للحلويات والشوكولا ومتجر ماركات الثياب الرائدة «إيستيلو».

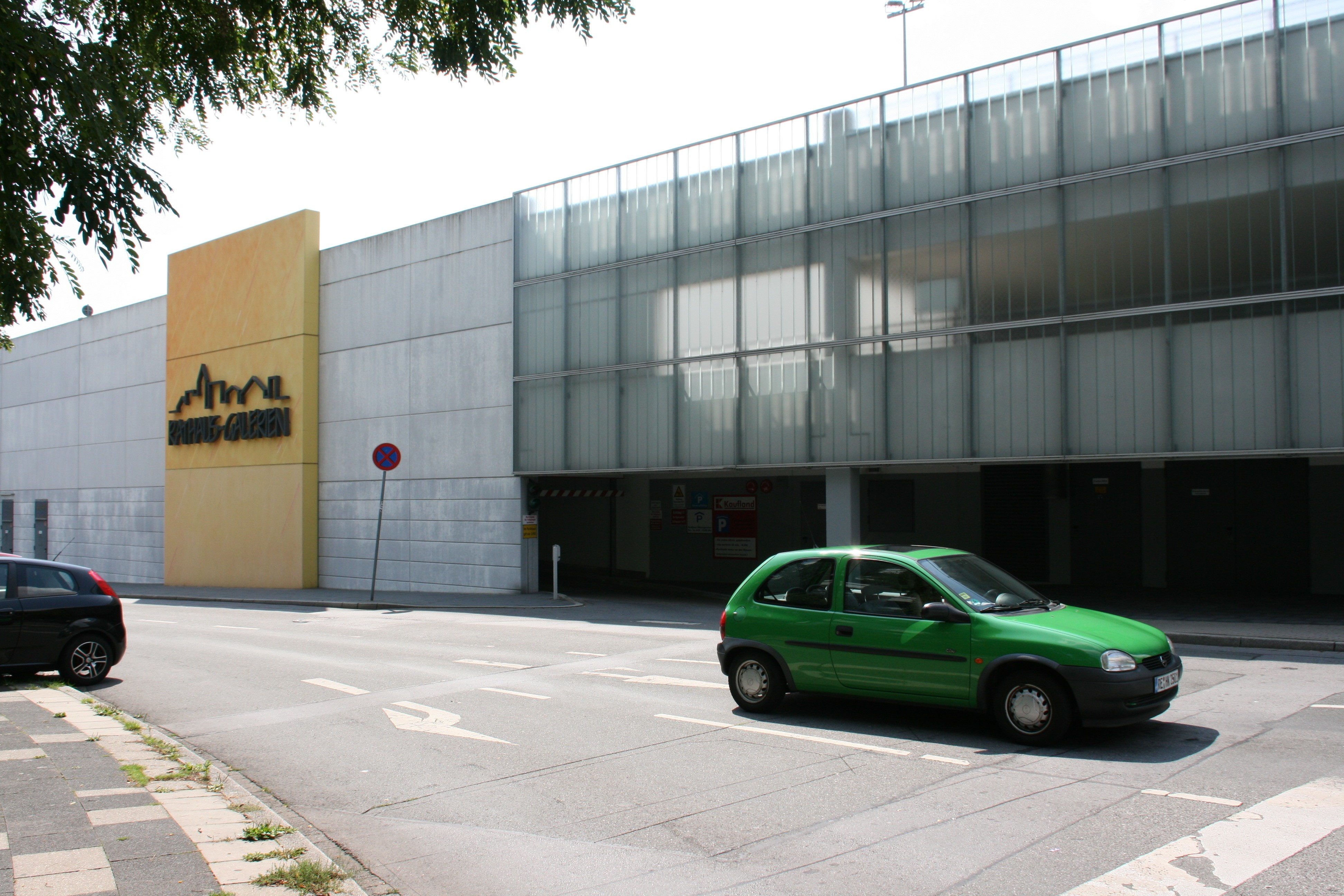
مركزُ تسوقِ معارض تاون هول

#### التسوق في مركز المدينة
إنّ شارع ماريا تيريزا Maria-Theresien-Strasse هو جادة إنسبروك الرئيسية. ولقد خضع لعملية «تجميل كبيرة» عام2009 وتم تحويله إلى منطقةٍ للمشاةِ مع ترصيفٍ راقٍ من الغرانيت ومقاهي ِمفتوحة وديكوراتٍ شارعيةٍ تتضمنُ النحاس والخشب الغامق اللون. ويتميز شارعُ ماريا تيريزا أيضا بوجودِ عددٍ من المحال التجارية الجديدةً. يوجدُإلى جانب مدخل مركز تسوق "Rathausgalerien" مصمّمَ المجوهراتِ ثوماس سابو الذي لديه تشكيلةٌ حصريةٌ من مجوهرات الفضة. وعلى بعد بضعةِ أبنية فقط، فقد افتتحت «كنايسل»، وهي شركةُ إنتاجِ المواد الرياضيةِ ومعدات التزلج التي يقع مركزها في كوفشتين، «صالة نجوم كنايسل» Kneissl Star Lounge. وهو أيضاً مكانٌ مثاليٌّ لأخذ استراحةٍ وتناول وجبةٍ لذيذةٍ بينما يقوم الزائر بالتفرج على المنتجات المعروضة، حيثُ تم تأسيس مفهوم الطبخ تحت إشرافِ مجموعةٍ متنوعةٍ من الطهاة.

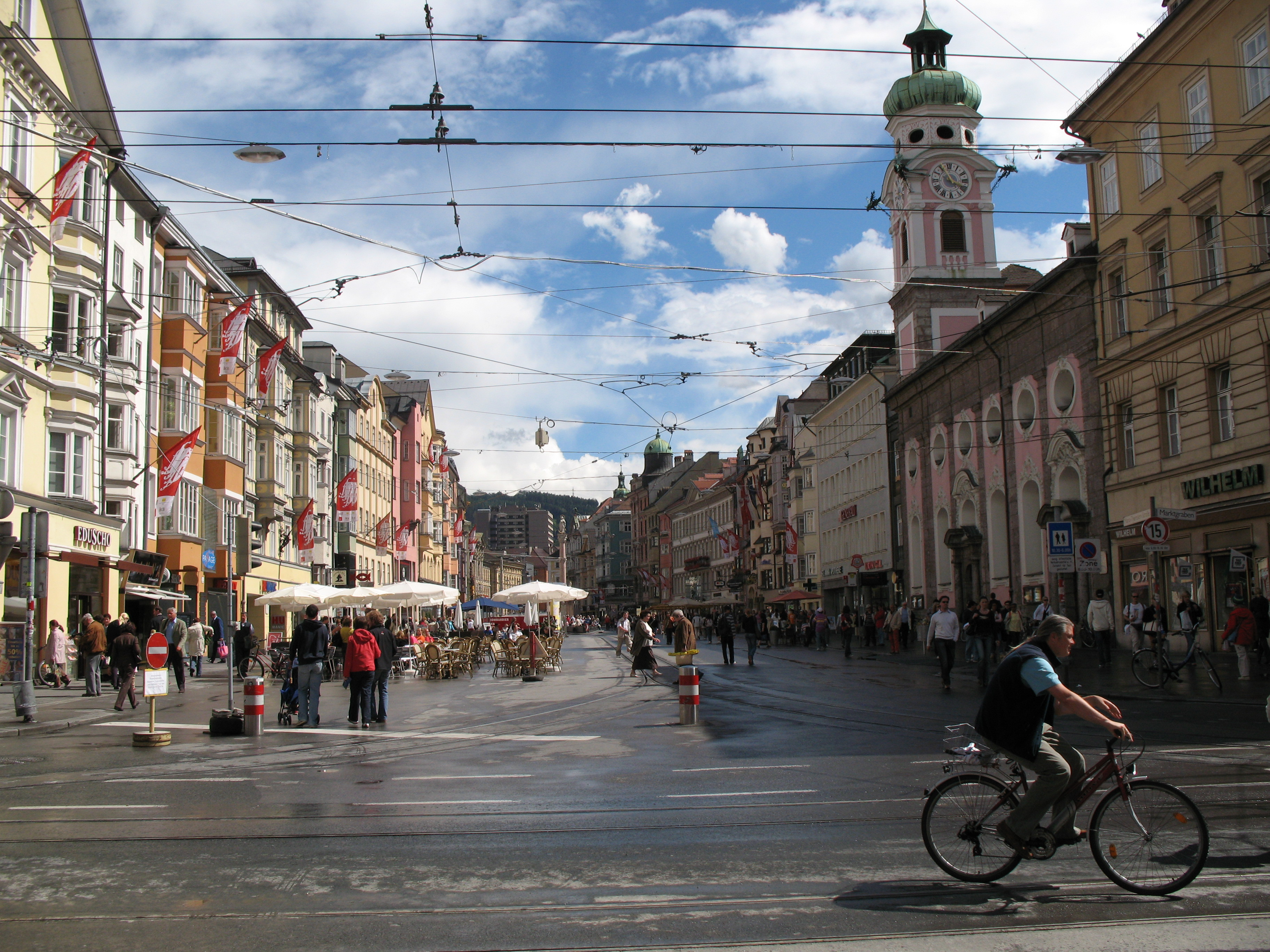
شارع ماريا تيريزا

#### مركز تسوق كاوفهاوس تيرول
يقع مركز التسوق كاوفهاوس تيرول المُفتتح حديثاًإلى الجنوب من "Sparkassenplatz" ويتصل بشارع Maria-Theresien-Strasse، حيث يغطي مساحة تبلغ أكثر من 30,000 متر مربع. وبوجود هذه المساحة البالغة 33,000 متر مربع فإن مركز التسوق هذا الواقع في قلب المدينة قد وضع معلماً جديداً فيما يتعلق بهندسة البناء ومدى المنتجات المعروضة ومرافق التموين وخدمات الزبائن. وبدون أدنى شكٍ، فإنّ أكثر الميزات إدهاشاً لمظهر مركز التسوق كاوفهاوس تيرول الجديد كليا ًهو هندسته المعماريةُ المدهشة. حيث صُمِّمَ من قبل المهندس المعماريّ البريطانيِّ المشهور ديفيد تشيبرفيلد، ويشتهر البناء بفضلِ واجهته الزجاجية البراقةِ الواضحة التشييد والإسمنت المسلح. وحالما تدخل مركز التسوق فستصل في البداية إلى منطقةٍ مركزيّةٍ يغمرها ضوء النهار الطبيعيّ حيثُ تنقلكَ مصاعدُ مصممةٌ بشكلٍ مثيرٍ عبر طوابق البناء الداخلية الستة.

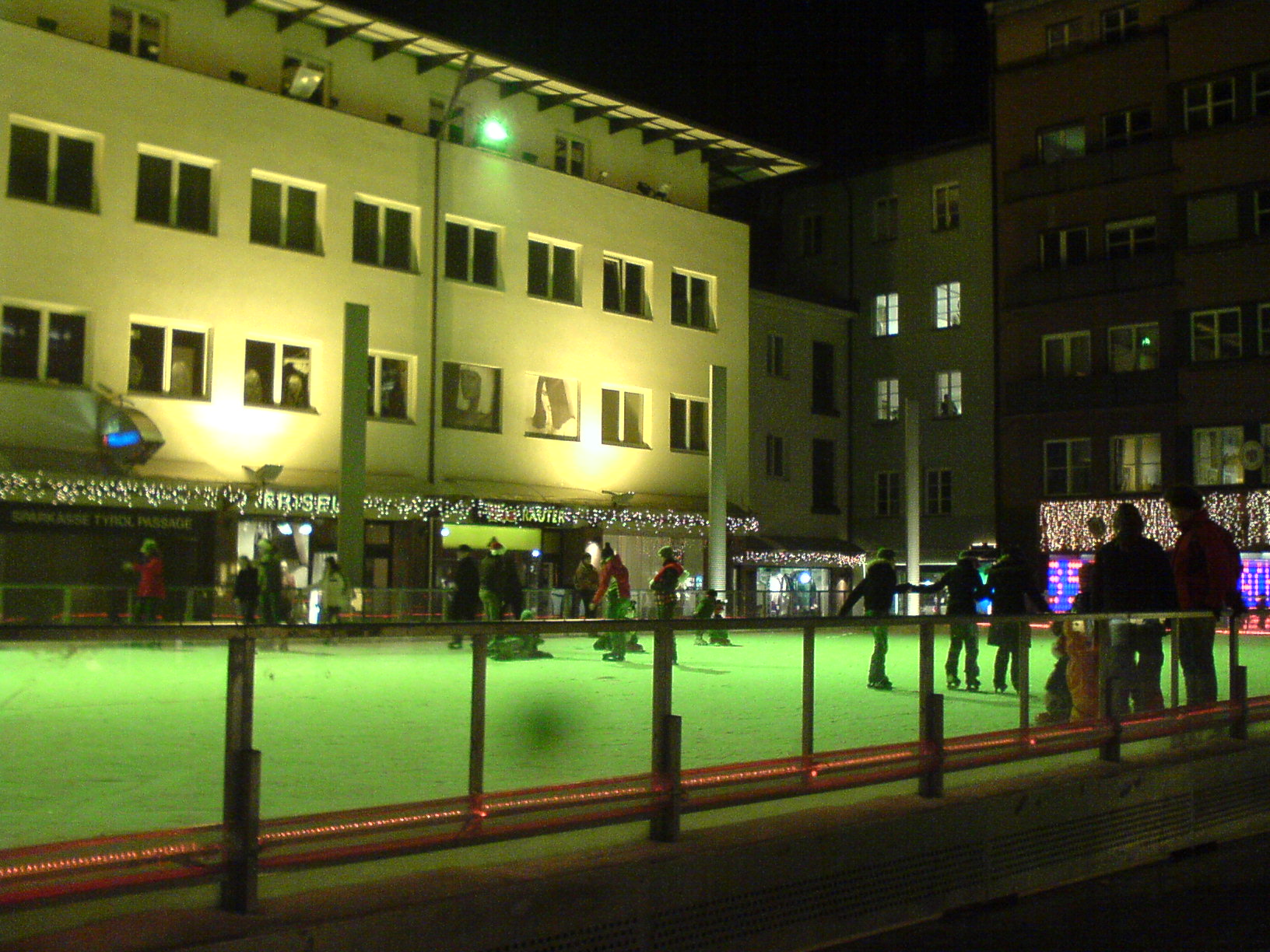
حلبة التزلج في مركز كاوفهاوس للتسوق

#### مركز تسوق سيلبارك
مركز تسوق سيلبارك هو أول مركز تسوق عصري في إنسبروك والذي افتتح عام 1990. إنه مركزُ تسوقٍ بممرات مشيٍ تقع في ثلاثة طوابق. ويقع المركز بالقرب من المحطة الرئيسية. توجد في مركز التسوق هذا فروعٌ لسلاسل الموضة العالمية جنباًإلى جنبٍ مع صائغي المجوهرات ومكتبات بيع الكتب وسوبر ماركت ومحلاتٍ للرياضة والأقمشة والهدايا ومحلات الزهور ووفرةٍ من الأماكن بالطبعِ للجلوس والارتياح. يتجمع الناس في مقدمة الساحة الفسيحة أو في قاعة المدخل، حيث ِالنافورةٌ المزينة بالبلاط الزاهي والملفت للأنظار. يستطيع الزوار أيضا الجلوس في إحدى المقاهي والمطاعم للمركز لشحنِ طاقتهم قبل مواصلة التسوق. وتقدم المطاعم العديد من الأطباقِ المحليةِ والعالمية لتناولها هناأو أخذها لتناولها في الخارج.

### أماكن إقامة في إنسبروك

#### فندق جراند يوروبا
في فندق جراند يوروبا في إنسبروك يلتقي التصميم الإيطاليّ العصريّ مع الراحةِ التيرولينية اللطيفة في منطقة التبادل الثقافيّ للحضارات. ويعتبر هذا شيء مثالي في مدينة إنسبروك كونها واقعة بين مبونيخ وميلان وزيوريخ وفيينا. يُوحِّدُ فندقُ الخمسة نجومٍ الوحيد في إنسبروك التاريخ والمستقبلَ كونه العُنوان الأول خلال الألعاب الشتوية الأولمبية في عاميْ 1964 و 1976، وكونه فندق المقر الرئيسي الرسميّ لكأس الأمم الأوروبية لكرة القدم عام 2008.

#### فندق هيلتون إنسبروك
يقع فندق هيلتون إنسبروك في قلب المدينةِ الأولمبية مقابلَ المشهد الطبيعيّ المُهيبِ الذي تخلفه جبالُ الألب التيرولي وراءها. ويقع على بعد 5 دقائق مشياً فقط من محطةِ قطار إنسبروك الرئيسية وعلى بعد 10 دقائق بالسيارةِ من مطارِ إنسبروك. بالإمكانِ الوصولُ بسهولةٍ مشياً على الأقدام إلى حي المدينة القديمة التاريخيّ لـ «إنسبروك» ومركز المشاة المزدحمِ. إنّ فندق هيلتون إنسبروك هو موطنُ أكبر كازينو في النمسا.

#### فندق إنسبروك
فندقٌ ذو أربعة نجومٍ في المدينة القديمة. يدمجُ الفندق الذي شُيِّدَ على الجدران التاريخية للمدينة التقاليدَ والحداثةَ مع بعضهما. الفندق مجهّز للكراسي المتحركةَ وهو ملائمٌ أيضاً لمكفوفي البصر.

#### فندق بينز
إنه فندقٌ ذو تصميمٍ خاصٍّ يقع في مركز المدينةِ ويحتوي 92 غرفةً فخمةً وجناحيْن. وفي الطابق الخامس تعرضٌُ شرفات مغطاةُ بالأسقف إطلالاتٍ جميلة على أجملِ واجهة من إنسبروك.

#### فندقُ شوارز ميمينغ
منتجع شوارز الألبيّ هو ملاذٌ منتجعيّ تقليدي تديره عائلةُ ويقع بالقرب من البحيرة. لقد تم تصميمه بحيث وُضِعَ بعين الاعتبار تحقيقُ العافيةِ الجسديةِ الكاملةِ لضيوفه. تبلغُ مساحة المنتجع 4000 مترٍ مربعٍ وفيها تجد أحدثَ مرافق الصحة واللياقة. أما مطبخ الفندق فقد اشتهر بـ «قبعتي طهيٍ» منحها له دليلُ المطاعم Gault Millau. ويعرض المطعمُ أيضاً خياراً من الوجباتِ النباتية والخفيفة.

### مطاعم ومقاهي في إنسبروك

#### مطعم ألبن لونج
من الممكنِ تجربةُ دمجٍ متكاملٍ بينَ الأسلوب الألبيّ والمشاهد الطبيعية المدهشة في مطعمAlpenlounge Seegrube الواقع على ارتفاعِ 1,905 أمتار. وبعد جولةٍ مثيرةٍ في عربات مسيرة على سكك حديدية Hungerburgbahn الجديدة وتلفريك Nordketten الذي تم ترميمه حديثاً، فبالإمكان الاختيار بين قسم الخدمة الذاتية ومطعمٍ من الدرجة الأولى، حيث يعرض كلاهما إطلالاتٍ بانوراميةً حابسة للأنفاس على المناظر الطبيعية لجبل تيرول. وفي أيام الجمعةِ يكونُ الشعارُ«اركبْ وتعَشَّ»، فعندما يتخطى الوقت الساعة السادسة مساءً بمقدوركَ تذوق وجبات طعامٍ محليّة بكمياتٍ كبيرة وتنوعٍ من أطايب الطعامِ الأخرى. وتُكمِلُ المناسباتُ التي تحملُ طوابع خاصةً كمهرجان تيرول التقليديّ للمحاصيل "Törggelen" الذي يقامُ في الخريف نطاقَ الطبخِ المُتنوعَ للعشاء الذي يُتَناول على ارتفاعٍ عالٍ.

#### مطعم ليت بليك
يعرضُ مطعمُ ليت بليك الذي يقع في الطابق الأعلى لمركز تسوق Rathausgalerien إطلالاتٍ مدهشةً على المدينة. يجمعُ المطعمُ يقعُ مقهى ومطعم شندلر داخلَ مركز تسوق Kaufhaus Tyrol الذي افتتح مؤخراً. يتسم هذا المطعمُ بتصميمه الداخليّ العصريّ وإطلالاته الفريدة على شارع ماريا تيريزا Maria-Theresien-Strasse. وتحتوي لائحةُ طعامِ شندلر على أطباقٍ نمساويةٍ فاخرةٍ بلمسةٍ رفيعةِ الذوقِ كترتار لحم البقر المُتوج ببيضِ السُمّانِ المقليّ أو وينر شنيتزل أو شرائح لحم وجناتِ العجل. لقد تمت مكافأة هذا المطبخِ ذي الجودة العُليا من قبل دليل المطاعم المدعو " Gault Millau" بـ 14 نقطةً وقُبّعةِ طهاةٍ واحدةٍ وذلك في نسخته لعام 2011. الطبخ النمساويّ مع لمسةٍ بحرِ متوسطيةٍ وأسلوبٍ آسيويّ. وقد شرّفَ دليلُ Gault Millau للمطاعم مطعمَ Lichtblick مرةً أخرى عام 2011 بقبعتيْ طهاة (15 نقطةً).

#### مقهى ومطعم شندلر
يقعُ مقهى ومطعم شندلر داخلَ مركز تسوق Kaufhaus Tyrol الذي افتتح مؤخراً. يتسم هذا المطعمُ بتصميمه الداخليّ العصريّ وإطلالاته الفريدة على شارع ماريا تيريزا Maria-Theresien-Strasse. وتحتوي لائحةُ طعامِ شندلر على أطباقٍ نمساويةٍ فاخرةٍ بلمسةٍ رفيعةِ الذوقِ كترتار لحم البقر المُتوج ببيضِ السُمّانِ المقليّ أو وينر شنيتزل أو شرائح لحم وجناتِ العجل. لقد تمت مكافأة هذا المطبخِ ذي الجودة العُليا من قبل دليل المطاعم المدعو "Gault Millau" بـ14 نقطةً وقُبّعةِ طهاةٍ واحدةٍ وذلك في نسخته لعام 2011.

#### مقهى ومطعم ساخر
يقعُ مطعمُ ساخر ضمنَ مرافق القصرِ الامبراطوريّ، الذي يُحْيي أسلوبه العصرَ الامبراطوريّ والذي يعززه طبخه المُذكّر بالماضي. ستعيدكَ نظرةٌ إلى لائحةِ الطعام التي تتضمنُ "Tafelspitz"(لحمُ بقرٍ مسلوق) والدجاج المقليّ وأطايب طعامٍ أخرى إلى متعِ الطبخِ الخاصةِ بالعصرِ الامبراطوريّ. يبقى المطبخُ مفتوحاً حتى الساعة 11.30 ليلاًً. ولمحبّي الحلوياتِ فإن كعكة ساخرتورتي Sachertorte الأصلية هي حلوياتٌ لا يمكنُ تفويتُ فرصةِ تذوقها.

#### مطعمُ أوتوبورغ
لقد بُنيَ بيتُ أوتوبورغ كجزءٍ من قلعةِ إنسبروك. ولذا فإنّ الألواح الخشبيةَ الجداريةَ الجميلةَ والقنطرةِ العائدةِ للقرون الوسطى في المطعمِ تؤمنانِ جواً رائعاً لتذوقِ الطبخِ التيرولينيّ الفاخر.

#### مطعم شونيك إن
إنّ Alfred Miller’s Schöneck هو مطعمٌ فاتنٌ يحتوي على حديقةٍ ساحرةٍ ويعرضُ إطلالاتٍ عظيمةً قربَ قلعةِ Weiherburg في إنسبروك، وبحيازته على 15 نقطةً (قبعتي طهاة) من قبل دليل المطاعم المدعو "Gault Millau" (ونجمة عام 2009 من دليل ميشلان) فإنّ مطعم Schöneck يُمثلُ مزيجاً متناغماً من الطبخِ المحليّ ّوالعالمي. ويتماشى الطبخُ مع محيط المرافق الخاصةِ بالمبنى والذي تم ترميمه عام2001 ليتطابق أسلوب البناء الأصليّ للمبنى. وبتناولك للعشاء على الشرفةِ الخشبية الأصيلةِ أو في الهواء الطلق، فإنك تحصل على إطلالةٍ رائعةٍ على إنسبروك.

#### مطعمُ ويلدر مان
يقع مطعم ويلدر مان في لانس ويهتم بتقديم ِالأطباق التيرولينيّ بالإضافةِ إلى الأطباق النمساويّ. وتُنْتَجُ معظمُ مكوناتِ الطبخِ في مزرعةِ العائلة. ويختصّ المطعم في أطايبِ الطعامِ المحليةِ مثلَ "Tafelspitzsülzchen" (لحمُ بقرٍ فاخرٌ مسلوقٌ مقدمٌ في الهلام اللحميّ) و"Tiroler Bauerngröstl" وهو طبقٌ من البطاط المقليةِ. إنّ مطعم ويلدر مان هو ٌمطعم نمساويٌّ تقليديٌّ بحقّ.

## جامعات إنسبروك
تُعد إنسبروك مدينة جامعية، تلعب جامعتها الرئيسية دوراً مهماً في الحياة العامة، حيث يُقدر عدد الطلاب الذين يدرسون فيها بما ينيف على 30,000 طالب وطالبة. وتلعب الجامعة فيها دورا اقتصاديٍا هاما في تأمين المدخول المادي للمدينة، حيث تدر الأبحاث العلمية الملايين على الجامعة وأهل المدينة، كما تُعتبر فخر أهلها بما وصلت إليه من سمعة عالمية، وبخاصة في مجالات الطب بالمستشفى الطبي الجامعي المشهور عالميا، وكلية الاقتصاد وكلية الحقوق ذوات السمعة المرموقة محلياً وإقليمياً.
كما أن الجامعة تلعب دوراً في رسم سياسات المدينة، وفي رفع مستوى البلدة العلمي، وتخريج الكوادر الاقتصادية البنّاءة. كما أن وجود الجامعة شجع عدداً من الشركات المعتمدة، مثل شركات الأدوية، على الأبحاث العلمية على الانتقال إلى إنسبروك أو إلى القرب منها. ولا شك أن للجامعة دوراً في الحياة السياسية من حيث التأثير على الرأي العام في المنطقة، ويُلاحظ اختلاف نتائج الانتخابات في إنسبروك عن المدن والقرى المحيطة بها في التيرول بسبب اختلاف التركيبة الاجتماعية للمدينة وتواجد الطلاب والمتعلمين فيها بنسبة عالية.

### جامعة إنسبروك (جامعة ليوبولد فرانسينس)

شعار الجامعة.

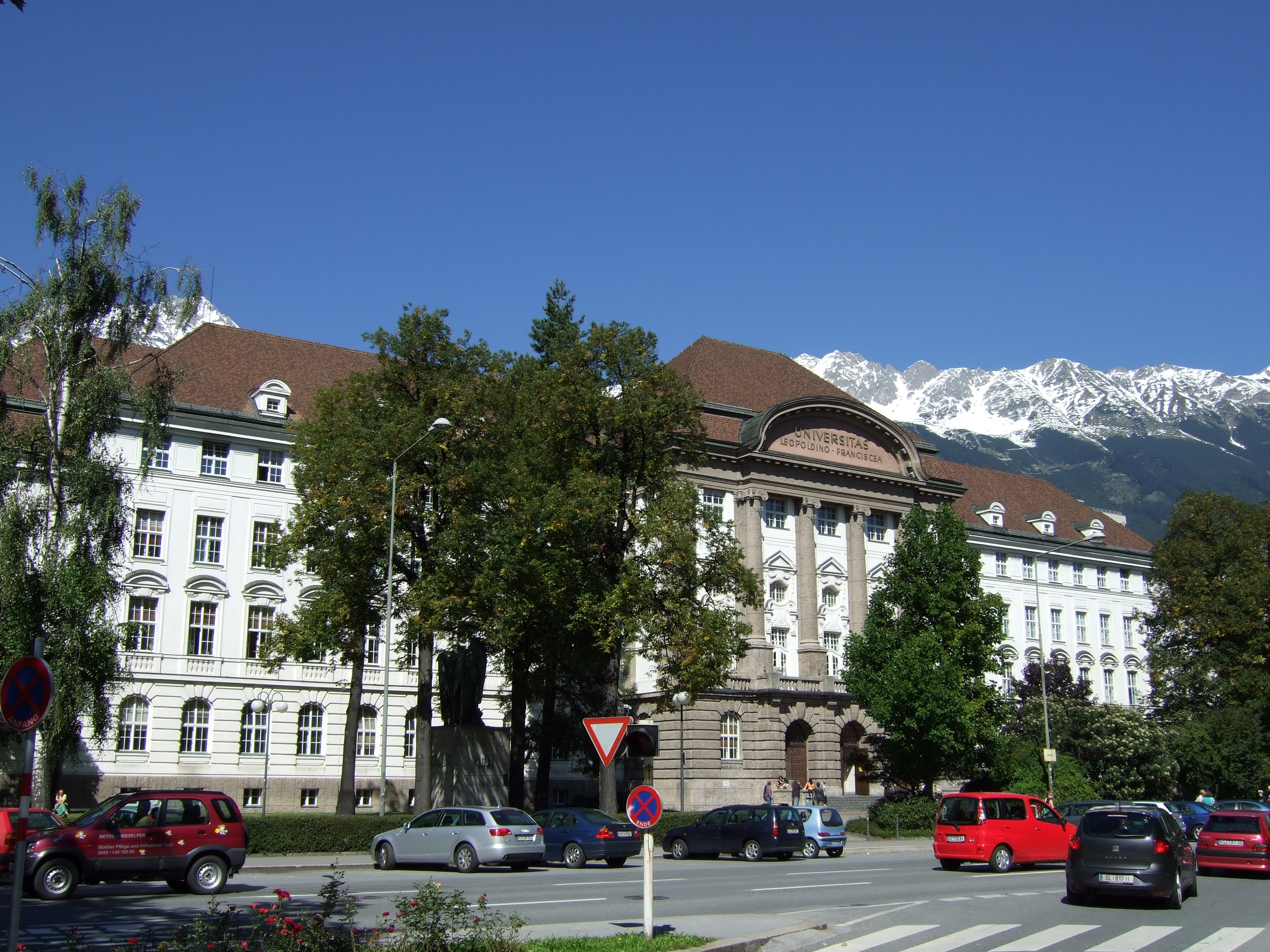
المبنى الرئيس للجامعة.

تعتبر جامعة إنسبروك أعرق جامعة في غرب النمسا وثالث أكبر جامعة في البلاد من حيث عدد الطلاب بعد جامعة فيينا وجامعة غراتس. تأسست عام 1562 ككلية لليسوعيين، لتتطور بالأرباح التي كان يدرها استخراج الملح إلى جامعة بأمر القيصر «ليوبولد الأول» عام 1669، ليعيد القيصر فرانسيس الثاني تطويرها عام 1826 لتحمل اسم هذين القيصرين تقديراً لهما.
تشمل الجامعة 15 كلية هي:
- كلية العلوم الكاثوليكية.
- كلية الحقوق.
- كلية إدارة الأعمال.
- كلية السياسة والعلوم الاجتماعية.
- كلية الاقتصاد والإحصاء.
- كلية التربية.
- كلية فلسفة التاريخ.
- كلية اللغات.
- كلية الأحياء.
- كلية الكيمياء والصيدلة.
- كلية الجيولوجيا.
- كلية الرياضيات والحاسوب والفيزياء.
- كلية علم النفس والرياضة.
- كلية الهندسة المعمارية.
- كلية الهندسة المدنية.

أما كلية الطب فقد تم فصلها في عام 2004 لتصبح جامعة مستقلة.

### جامعة إنسبروك الطبية

شعار جامعة إنسبروك الطبية.

تأسست الجامعة بموجب قانون الجامعات الجديد لعام 2004، وذلك بعد أن تم فصل كلية الطب عن جامعة إنسبروك لتصبح جامعة قائمة بذاتها. أما تاريخ كلية الطب فيعود إلى عام 1869.
تضم الجامعة اليوم ما يقدر بحوالي 4000 طالب يدرسون في مجال الطب وطب الأسنان. اشتهرت الجامعة بالمستشفى الجامعي ذو الشهرة العالمية، وبخاصة في مجالات زراعة الأعضاء، الصيدلة، والعلوم الحيوية.
تحوي الجامعة 9 أقسام و 21 مستشفى جامعي وهي:
| الأقسام | مركز الأحياء | الفيزيولوجيا والفيزياء الطبية | الجينات | الصيدلة | التشريح والأنسجة | الميكروبيات، طب المجتمع والعدوى | علم الأمراض | الطب الشرعي |

أما مستشفيات الجامعة فهي:
| المستشفى | التخدير والطب الحرج | العيون | الجراحة               | الأمراض الجلدية والتناسلية | النسائية | أنف وأذن وحنجرة  | الباطنية        | الأطفال والشباب | جراحة الأعصاب                         | الأعصاب           |
|          | الطب النووي         | العظام | جراحة الحروق والتجميل | الطب النفسي                | الأشعة   | الأشعة التطبيبية | الحوادث والكسور | المسالك البولية | طب الأسنان والتقويم السني وجراحة الفك | معهد بحوث الإدمان |

### مركز إنسبروك لإدارة الأعمال-MCI

شعار مركز إنسبروك لإدارة الأعمال.

تأسس المركز في العام الدراسي 1996/1995 كمشروع مشترك بين القطاع العام والخاص في إنسبروك وتيرول. ويهدف المركز إلى تخريج الكفاءات في مجالات التجارة وإدارة الأعمال. كما أنه يلعب دوراً في الدراسات العلمية التي تتناول تطوير التجارة والأعمال في المنطقة.
تم تشكيل المركز ليكون على شكل القطاع الخاص، وبرغم دعم المال العام له إلا أنه ليس بمؤسسة حكومية ويُعتبر بمثابة كلية جامعية خاصة.

### الجامعة الخاصة لعلوم الصحة والبرمجة الطبية-UMIT
تأسست الجامعة في صيف عام 2000 لتكون رديفاً لمستشفى الجامعة والكليّات الطبية في توفير المهن التقنية المساندة مثل تقنيات البرمجة الطبية وعلوم الحاسوب الطبي. هذه الجامعة تابعة لمستشفى جامعة إنسبروك الطبية. وتقوم الجامعة إلى جانب التعليم بإجراء البحوث وتنفيذ الدراسات في مجالات علوم الطب الحاسوبي.

## الحياة الاقتصادية
الحياة الاقتصادية بإنسبروك جزء من اقتصاد المنطقة الاقتصادية لتيرول، ويمتاز الاقتصاد بالتنوع والمقدرة على استغلال الموارد المحلية على أحسن وجه، الأمر الذي جعل من هذه المدينة الجبلية مركزاً تجارياً إقليمياً ودولياً. أما أهم المجالات الاقتصادية فهي:

### السياحة

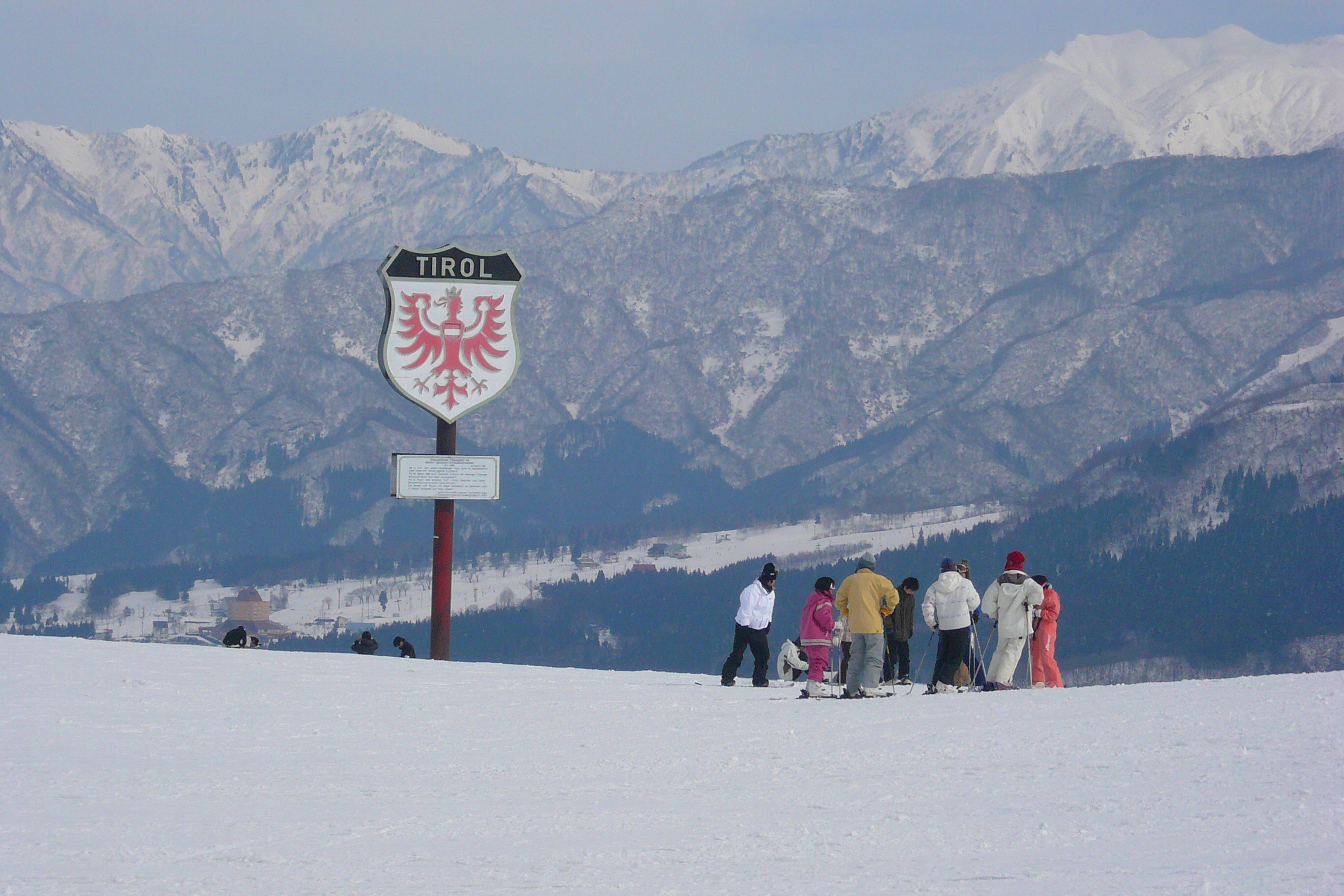
التزلج على المنحدرات الثلجية في التيرول.

تعتبر السياحة من أهم مصادر الدخل للمدينة، حيث يُقدر عدد ليالي المبيت بمنطقة تيرول بحوالي 41,8 مليون ليلة، منها ما يزيد على 1.150.000 وبلغ عدد المسافرين عبر مطار إنسبروك لعام 2007، 839,739 مسافراً. مما يدلل على حجم السياحة في المدينة وأهمية دورها في الحياة الاقتصادية.
وتعتمد السياحة على نوعين من السياح، السياح الشتويين القادمين لقضاء شهور الشتاء في الجبال المحيطة والتمتع بالتزلج على المنحدرات الثلجية، حيث يحيط بالمدينة عدد من الجبال الشاهقة والمجهزة بما يلزم لممارسة هذه الرياضة، وتصلها مصاعد متعددة، وتنقل السياح الحافلات من داخل المدينة إلى هذه المصاعد بشكل متواصل.
وساعد في نمو السياحة في المنطقة شهرتها بسبب الألعاب الأولمبية الشتوية التي جرت في المدينة مرتين، ومسابقات القفز التي تجرى سنوياً على منصة جبل إيزل.
أما صيفاً فتستفيد من البحيرات القريبة، ومن المنتجعات الجبلية، كما تستفيد من سياحة المدن.
ويقدم معظم السياح من خارج النمسا بنسبة 66,7%، حيث يأتي معظمهم من ألمانيا بنسبة 32,6% تليها هولندا بنسبة 5%، ويشكل السياح الأوروبيون ما مجموعه 88,6% من مجمل السياح الأجانب، في حين يشكل العرب 0,3% من مجمل السياح.

## الجامعة والمستشفى الجامعي
في عام 2005، كان قرابة 3.251 موظف وموظفة يعملون في الجامعة، بينما عمل في جامعة الطب ما يُقارب 1.700 موظف وموظفة مما يعني أن كلا الجامعتين تؤمنان الوظائف لما يقرب من 5.000 موظف وموظفة معاً. غير أن الأهمية الاقتصادية للجامعة لا تقتصر على أعداد الموظفين، إذ أن أهميتها في ناحية الإنتاج الاقتصادي أكبر بكثير. فجامعة إنسبروك حصدت في نفس العام ما يُقدّر بحوالي 162.6 مليون يورو بشكل مباشر، أما مستشفى الجامعة فقُدّر مدخوله لعام 2006 بحوالي 516.2 مليون يورو، دون حساب الدخل الوارد من علاج المرضى الأجانب.
إلا أن الأهمية الاقتصادية للجامعة وللمستشفى الجامعي تفوق بكثير هذا الإنتاج المباشر للجامعة، فمجرد كون إنسبروك مدينة جامعية جعل موقعها جذاباً بالنسبة للصناعات التقنية الحديثة مثل صناعة الدواء وصناعة المعدات الطبية الحديثة، وجعل من المدينة مقراً لعدد من مختبرات الأبحاث التابعة لشركات التقنيات الحديثة. ولا يُخفى دور الأبحاث الطبية، والاختراعات في كل المجالات الحديثة في تحريك عجلة الاقتصاد، حيث تدر هذه الاختراعات المتوالية في مجالات التقنية والعلاجات الملايين من اليوروات على المدينة، وتُساهم في رقي الموقع الاقتصادي لإنسبروك بشكل خاص، وتيرول والنمسا بشكل عام.

## المواصلات

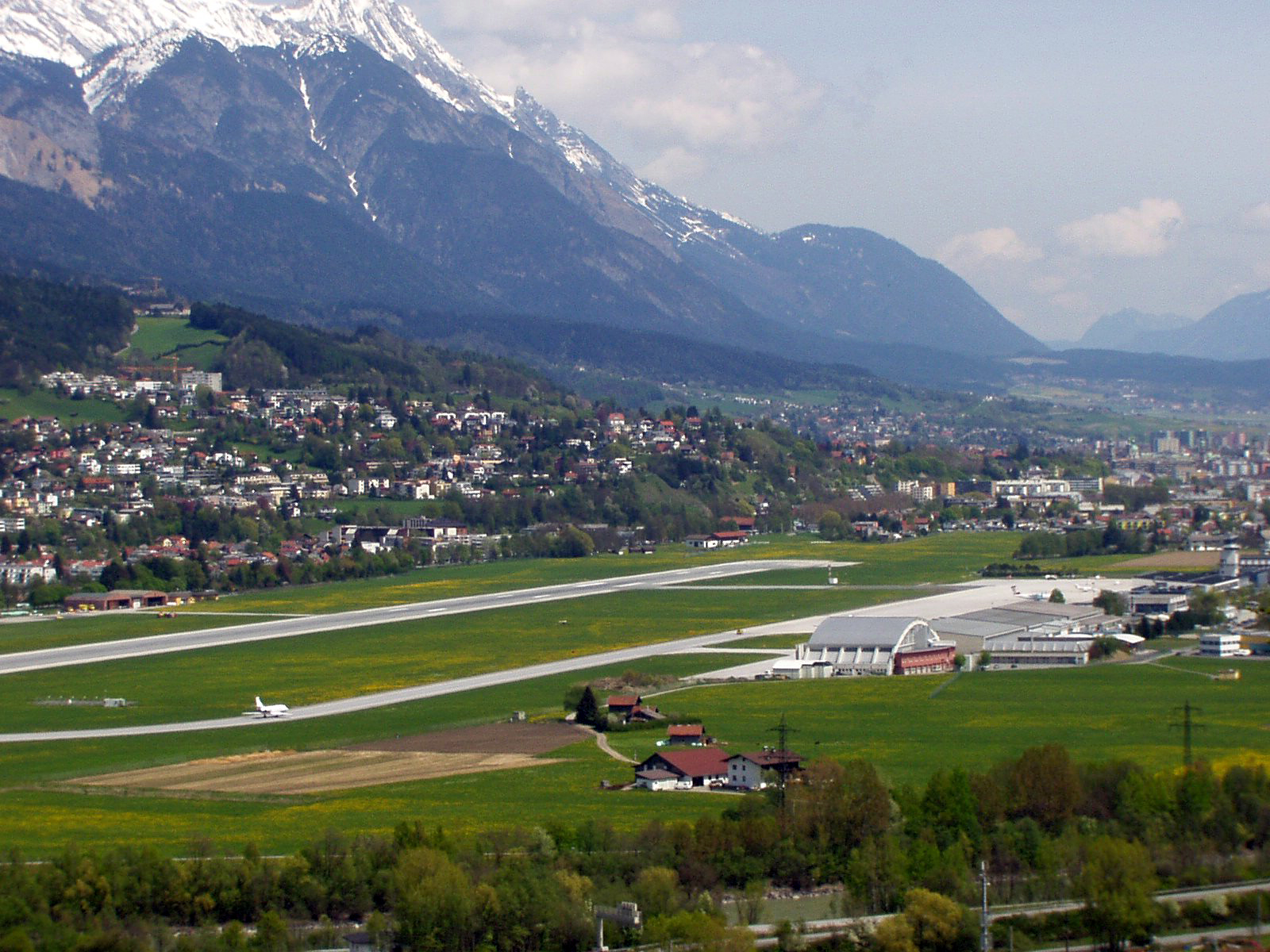
منظر عام لمطار إنسبروك.

تلعب البنية التحيتية في إنسبروك دوراً رئيسياً في تسهيل الحركة التجارية للمدينة التي تشكل طبيعتها الجبلية تحدياً كبيراً بالنسبة لها.

### مطار إنسبروك
أول مطار بني في إنسبروك كان في عام 1925، وذلك في شرق المدينة ليربطها بميونخ، أما مطار إنسبروك الحالي فتم بناؤه في غرب المدينة عام 1948 ليتم تطويره عبر السنوات وتوسيعه خلال أعوام 1980، 1990، 1994، و 2000. يصل مطار إنسبروك المدينة بعدد من المدن الأوروبية مثل فرانكفورت، فيينا، زيورخ، غراتس، أمستردام، لندن وغيرها من الحواضر الأوروبية بحسب تغيرات الموسم السياحي.

### محطة القطارات

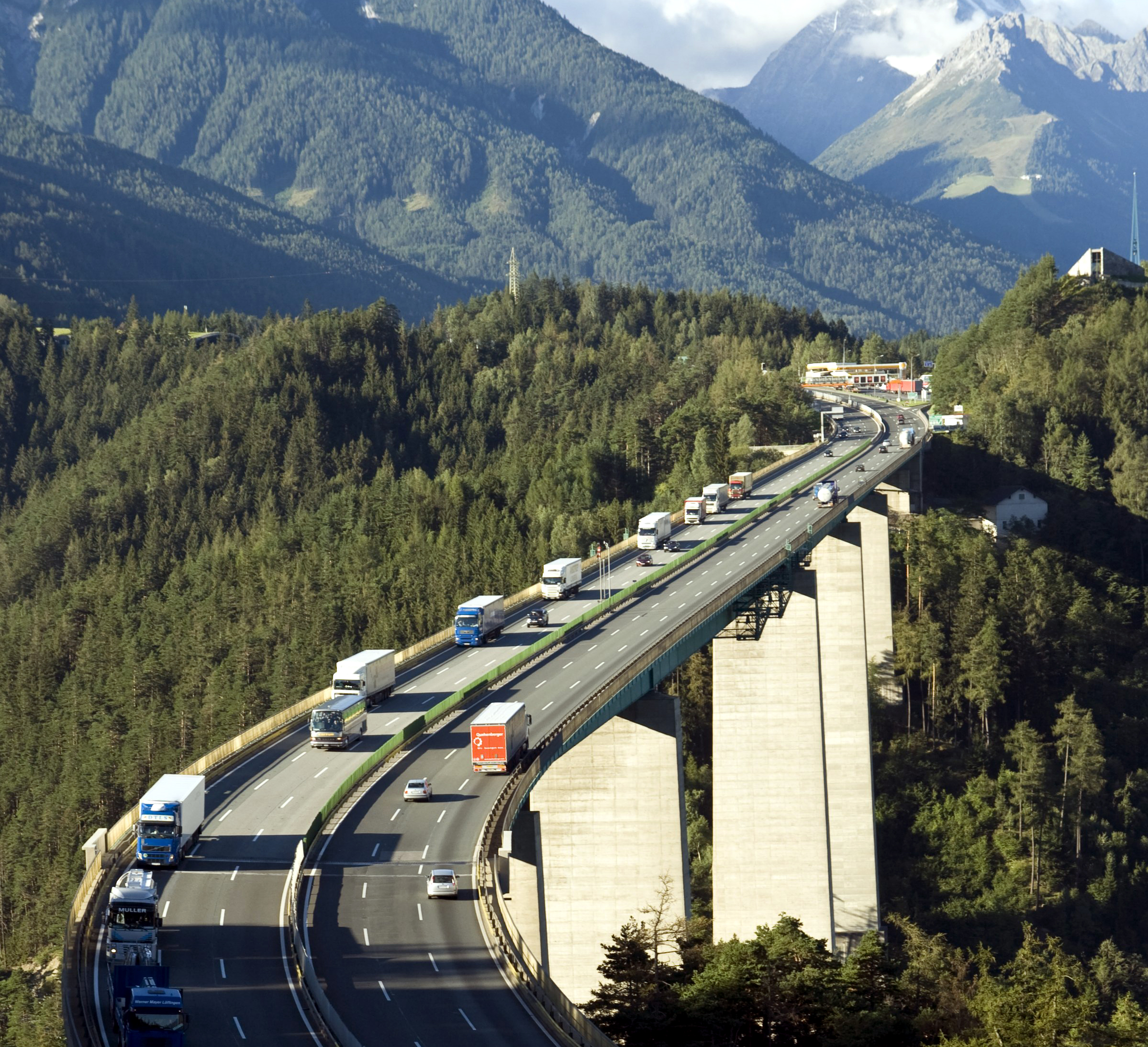
جسر أوروبا أو طريق البرِنَر السريع في قلب جبال الألب.

يرجع عهد محطة القطارات في إنسبروك إلى عهد القيصر فرانس يوزف الأول" حيث أمر ببناء المحطة في عام 1853 لكي يصل المدينة بالحدود الشمالية للولاية في كوفشتاين، وبإضافة الخط الجنوبي "برِنر" ليصل المدينة بإيطاليا في عام 1867، وبهذا فكان قد أعاد دور إنسبروك كمحطة مهمة على المحور الشمالي-الجنوبي ما بين ألمانيا وإيطاليا. وتم إضافة الخط الغربي إلى فورآرلبرغ في عام 1883. تم تدمير محطة قطارات إنسبروك بالكامل خلال الحرب العالمية الثانية، ليُعاد بناء محطة قطارات ذات طابع عملي وبسيط بعد الحرب. استمرت هذه المحطة بالعمل حتى تقرر في الألفية الثالثة إعادة بناء المحطة، حيث تم افتتاح محطة قطارات إنسبروك الجديدة في 19 أيار 2004 بتكلفة قُدّرت بحوالي 25 مليون يورو. وتُعد محطة إنسبروك من أنشط محطات القطارات في النمسا، حيث يستخدمها حوالي 25.000 مسافر في اليوم الواحد، وذلك لوقوعها على محور بودابست - فيينا - سالزبورغ - إنسبروك - زيوريخ من الشرق للغرب، ومحور ميونخ - إنسبروك - فيرونا - البندقية/ميلانو/روما من الشمال للجنوب.

### الطرقات
ترتبط إنسبروك بشبكة حديثة للطرقات السريعة حيث تقع على الطريق السريع "A12/A13" لتُشكل حلقة وصل من جديد على المحورين الشرقي-الغربي والشمالي-الجنوبي عبر جبال الألب. ومن أهم العوامل التي ساعدت على تطوير الطرقات بناء «طريق البرنر السريع» أو «جسر أوروبا» (بالألمانية: Europabrücke) بطول 657 متراً وارتفاع 190 متراً ما بين إنسبروك وإيطاليا على طريق برنر السريع. ويعد هذا الجسر ثاني أعلى جسر في أوروبا.

## مدن متوأمة
| - فرايبورغ في ألمانيا (1963) - غرونوبل في فرنسا (1963) - سراييفو في البوسنة والهرسك (1980) - آلبورغ في الدنمارك (1982) | - تبليسي في جورجيا (1982) - نيو أورلينز، لويزيانا في الولايات المتحدة (1995) - كراكوف في بولندا (1998) |